# Ferme de l'abbaye de Villers-la-Ville
Pour les articles homonymes, voir Ferme de l'abbaye.
Ne doit pas être confondu avec Ferme de l'abbaye de Villers-le-Temple.
La Ferme de l'abbaye de Villers (dite ferme de la Basse-Cour,) est, avec la chapelle Saint-Bernard, l'ancienne pharmacie, la Porte de Namur, la Porte de Bruxelles, la Porte de Nivelles et l'ancien moulin abbatial, un des principaux vestiges de l'abbaye de Villers-la-Ville situés en dehors du site des ruines de l'abbaye, à Villers-la-Ville, commune belge du Brabant wallon.

## Localisation
L'ancienne ferme se situe hors de l'enclos actuel de l'abbaye à environ 600 m au sud de l'entrée des ruines de l'abbaye de Villers-la-Ville, sur les hauteurs qui dominent l'avenue Georges Speeckaert (et plus précisément au numéro 24 de cette avenue).
Elle est reliée à l'abbaye par une drève (allée bordé d'arbres) prenant son origine derrière l'ancien moulin à eau.

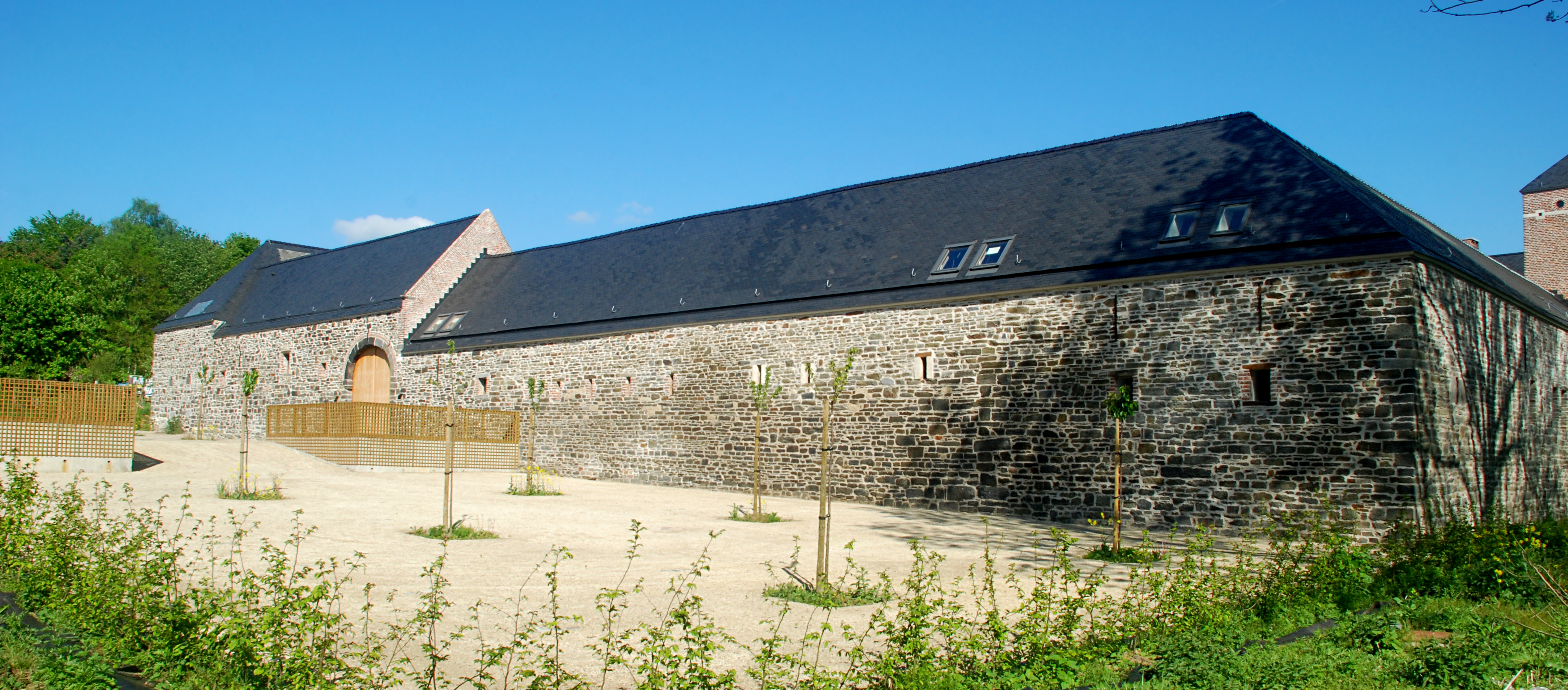
La ferme vue du sud.

## Historique
L'ensemble des bâtiments actuels de la ferme remonte au XVIIIe siècle,.
La ferme est exploitée par les moines de l'abbaye jusqu'en 1796.
Le 25 juillet 1797, l'abbaye est mise en vente publique et vendue en trois lots : l'abbaye, le moulin et la ferme,.
Le troisième lot garda sa vocation agricole jusqu'en 1985.
Les façades et toitures de la ferme font l'objet d'un classement au titre des monuments historiques depuis le 29 juin 1990.
La ferme a fait l'objet d'une rénovation en 2011-2012.

## Architecture

### Structure
La ferme présente un plan en carré comprenant :
- le corps de logis et le pigeonnier à l'est ;
- la grange à l'ouest ;
- les étables au sud ;
- le portail principal au nord.

### Maçonneries et toitures
La plupart des bâtiments sont couverts d'une toiture en bâtière, sauf la grange qui est couverte d'une bâtière à croupettes. Les toitures sont couvertes d'ardoises.
La ferme est édifiée principalement en moellons de grès local et en pierre bleue. 
La pierre bleue est utilisée, d'un côté, pour l'encadrement des portails, portes et fenêtres et, de l'autre, pour la corniche du corps de logis et de la grange, pour ses modillons, pour le bandeau de pierre qui supporte ceux-ci et, enfin, pour les trous de boulin (trous destinés à ancrer les échafaudages).
L'usage de la brique est limité au pigeonnier et aux étables de l'angle sud-ouest (partie supérieure de la façade côté cour,  pignon à épis, extrados de l'arc du portail côté sud, ainsi que quelques traces de réfection au niveau des petites baies extérieures).

### Le corps de logis
Le corps de logis occupe l'angle nord-est du bâtiment. 
Sa façade nord est précédée d'un perron qui mène à une porte à encadrement de pierre bleue et linteau bombé dont les piédroits se prolongent pour englober une baie d'imposte à linteau bombé et clé d'arc rectangulaire. La travée de porte est encadrée de bandes de pierre bleue qui montent jusqu'à la corniche. Le rez-de-chaussée est percé de hautes fenêtres rectangulaires à traverse et meneau tandis son  étage est percé de petites fenêtres à meneau, dépourvues de traverse. La façade, percée de  trous de boulin, est surmontée d'une corniche en pierre supportée par des modillons carrés réalisés eux aussi en pierre bleue. 
À l'est, le logis présente un pignon cantonné de chaînages d'angle en pierre bleue et percé de quatre niveaux de baies et de quelques trous de boulin.
Côté cour, le logis présente deux portes surmontées chacune de deux baies d'imposte superposées ainsi qu'une porte dont la clé est ornée d'un blason frappé du millésime de 1805.

Le corps de logis
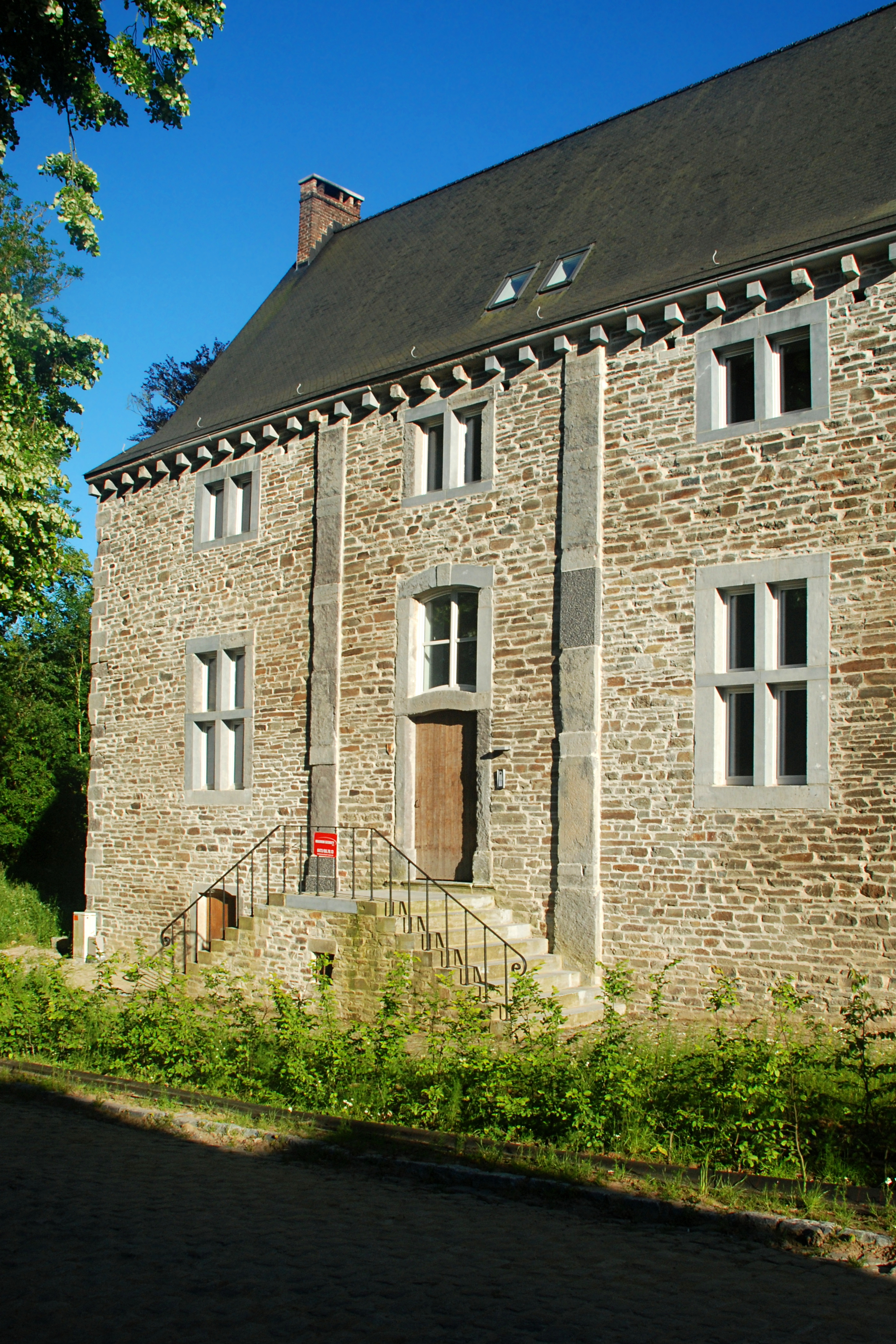
Le corps de logis.
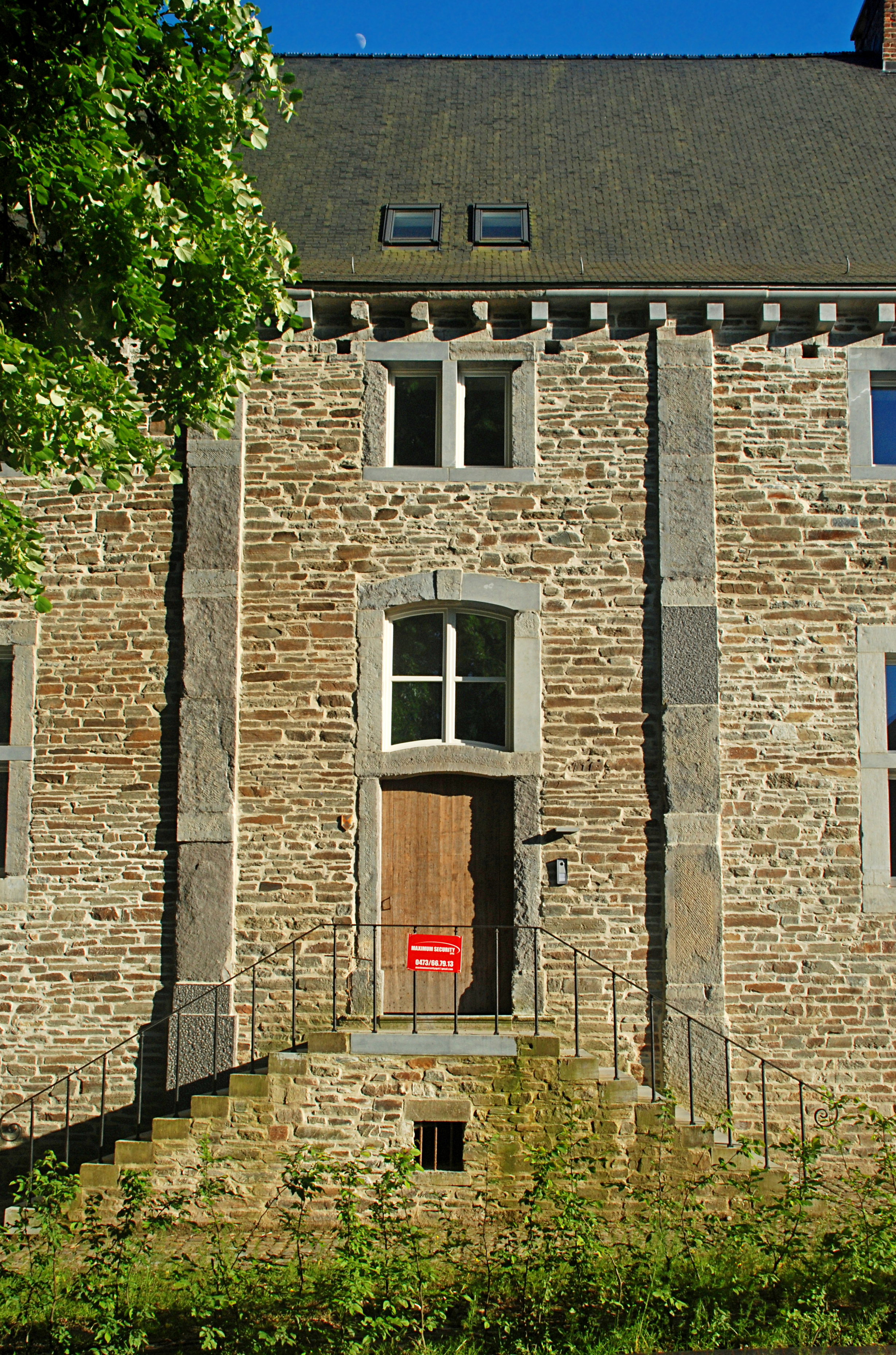
La travée de porte.
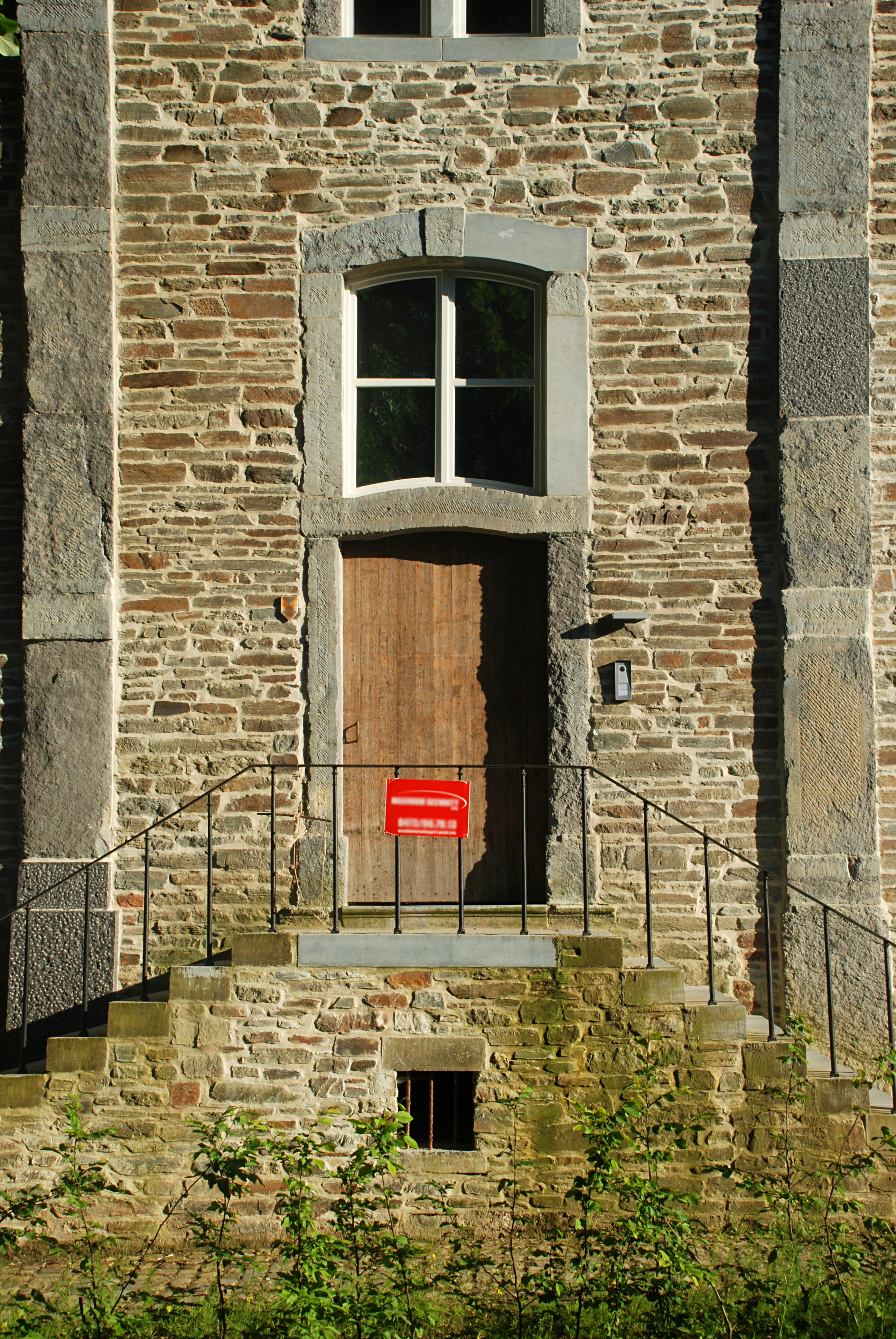
La porte d'entrée.
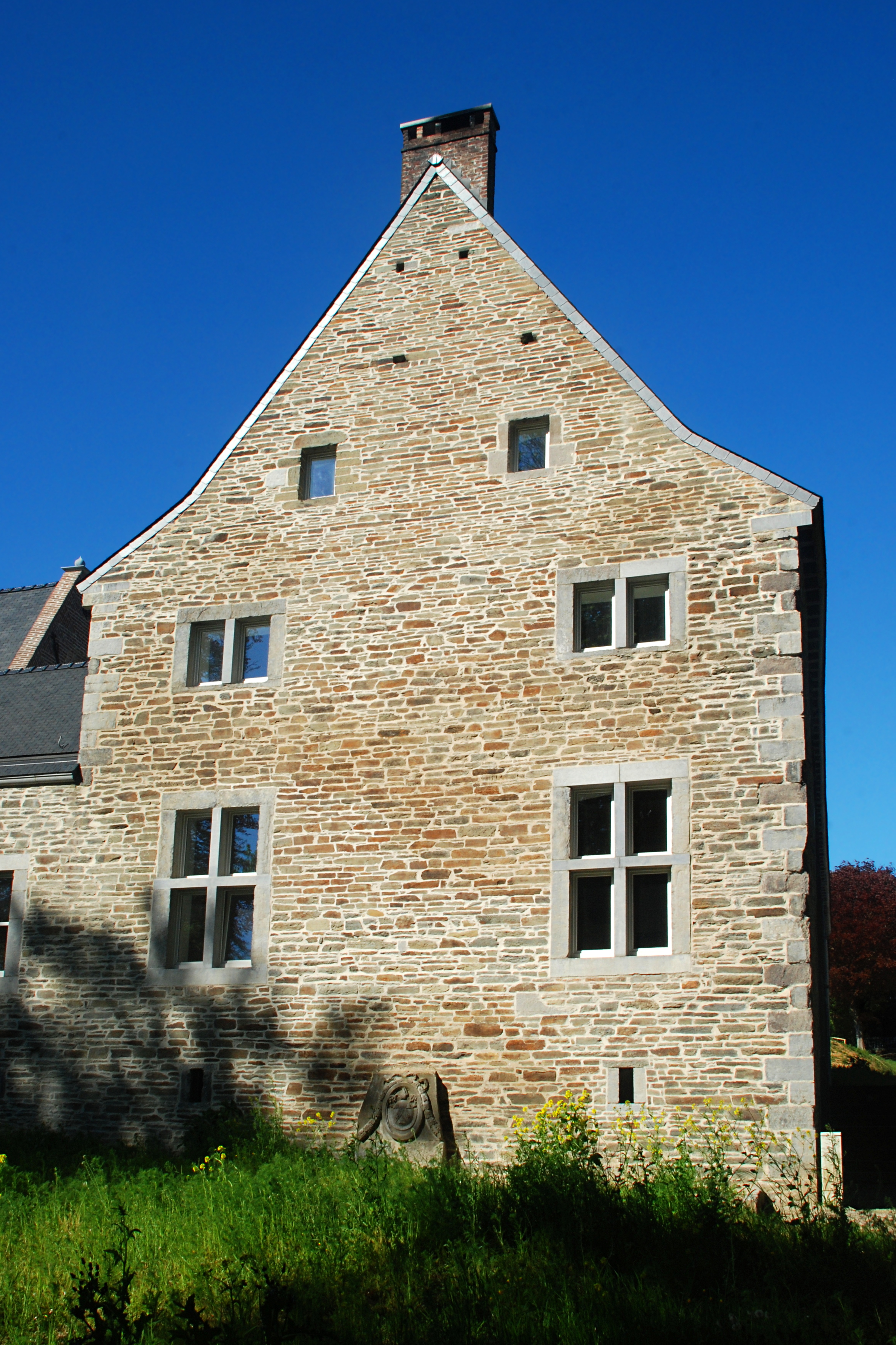
Le mur-pignon du logis.

### La dalle armoriée

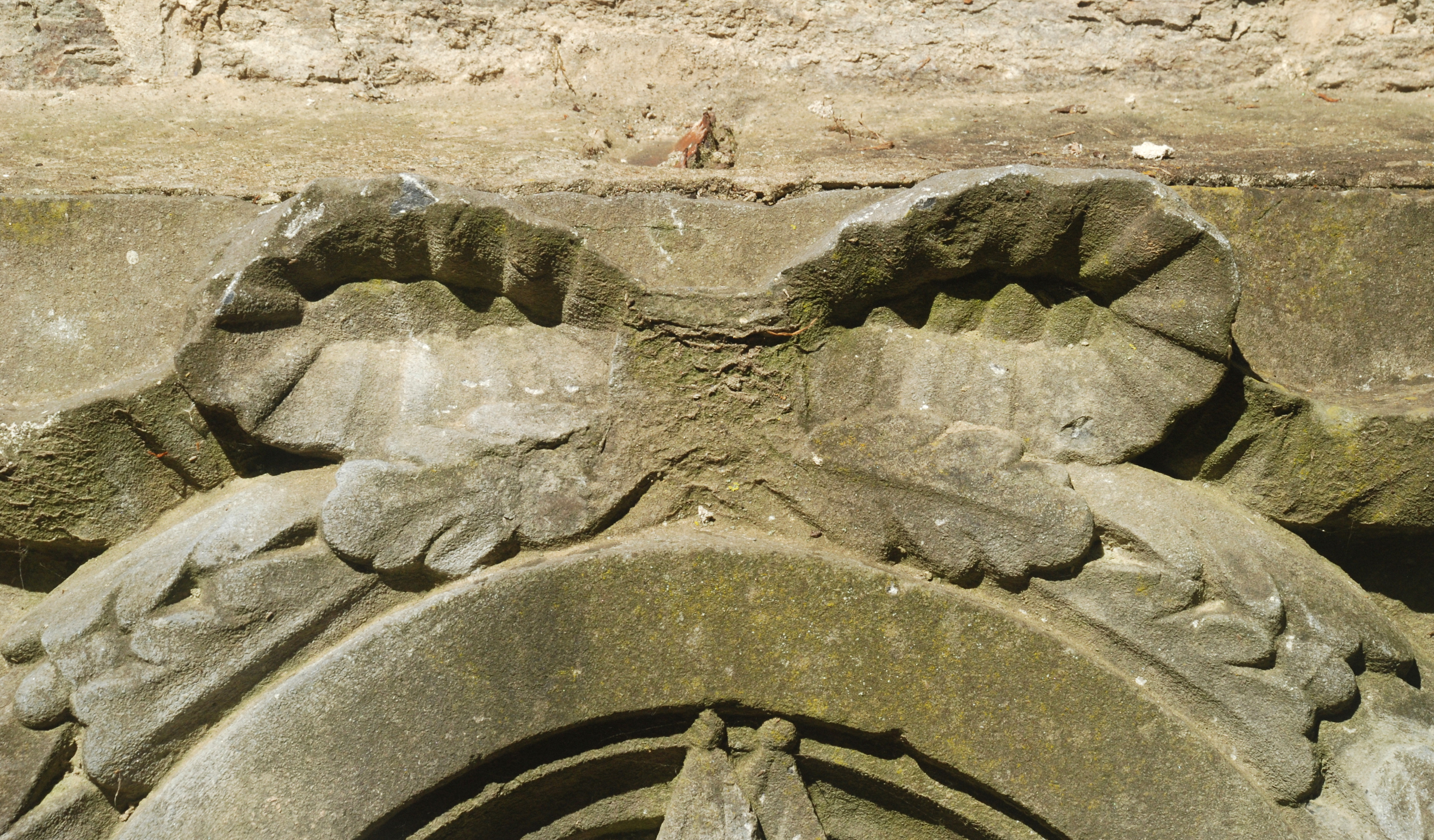
Feuilles de chêne.

Au pied du mur pignon du logée, posée sur des blocs reposant à même le sol, se trouve une dalle armoriée portant un cartouche ovale à l'intérieur duquel est gravé un blason gravé d'une mitre flanquée de crosses en sautoir (symbole d'une double dignité) et portant la devise « Concordantia et Fervore ».
Cette dalle porte la date incomplète de « 179x », les chiffres « 17 » et « 9 » étant gravés de part et d'autre des guirlandes de feuilles de chêne qui encadrent le blason du dernier père-abbé de l'Abbaye de Villers.

La dalle armoriée
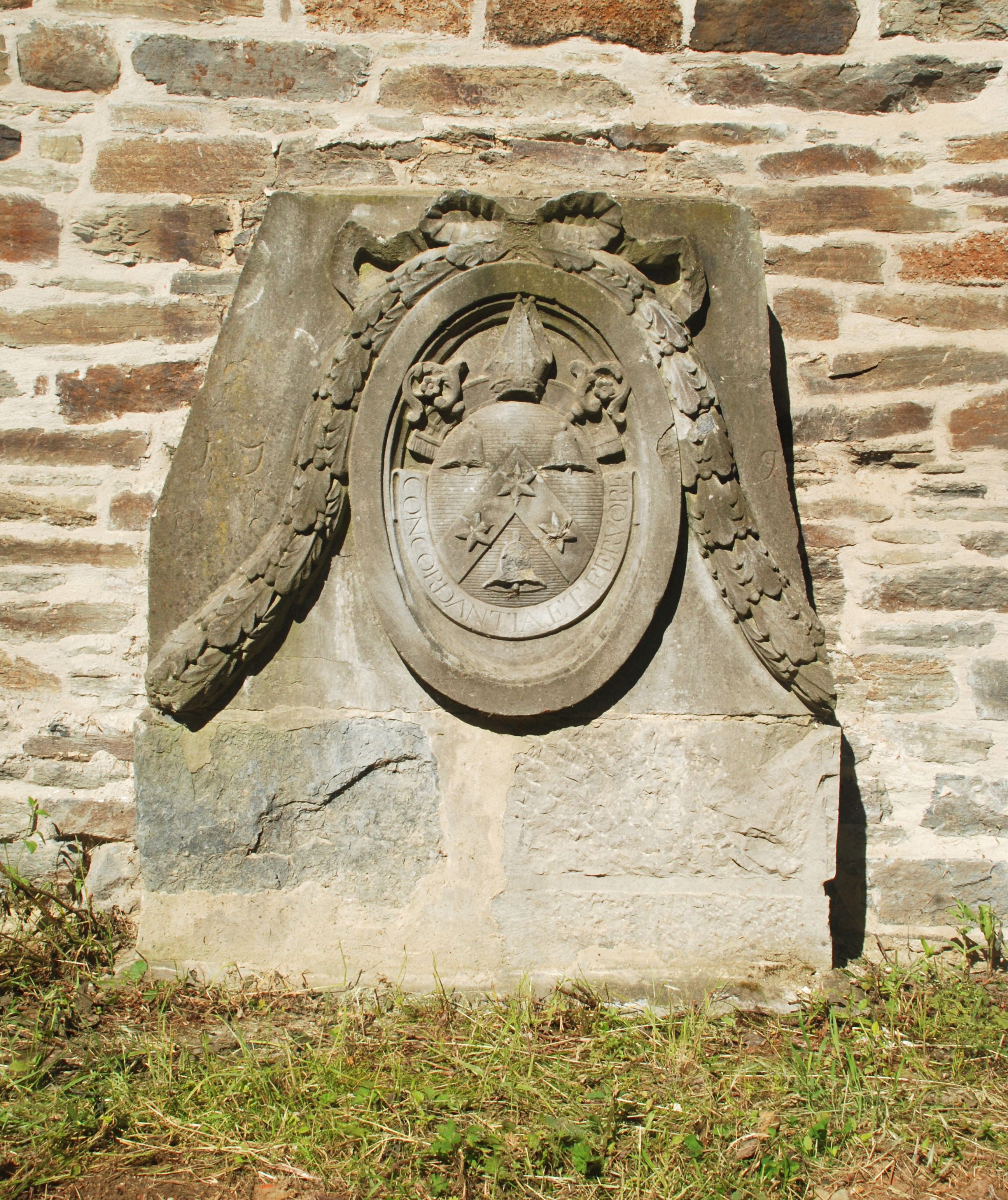
Dalle armoriée.
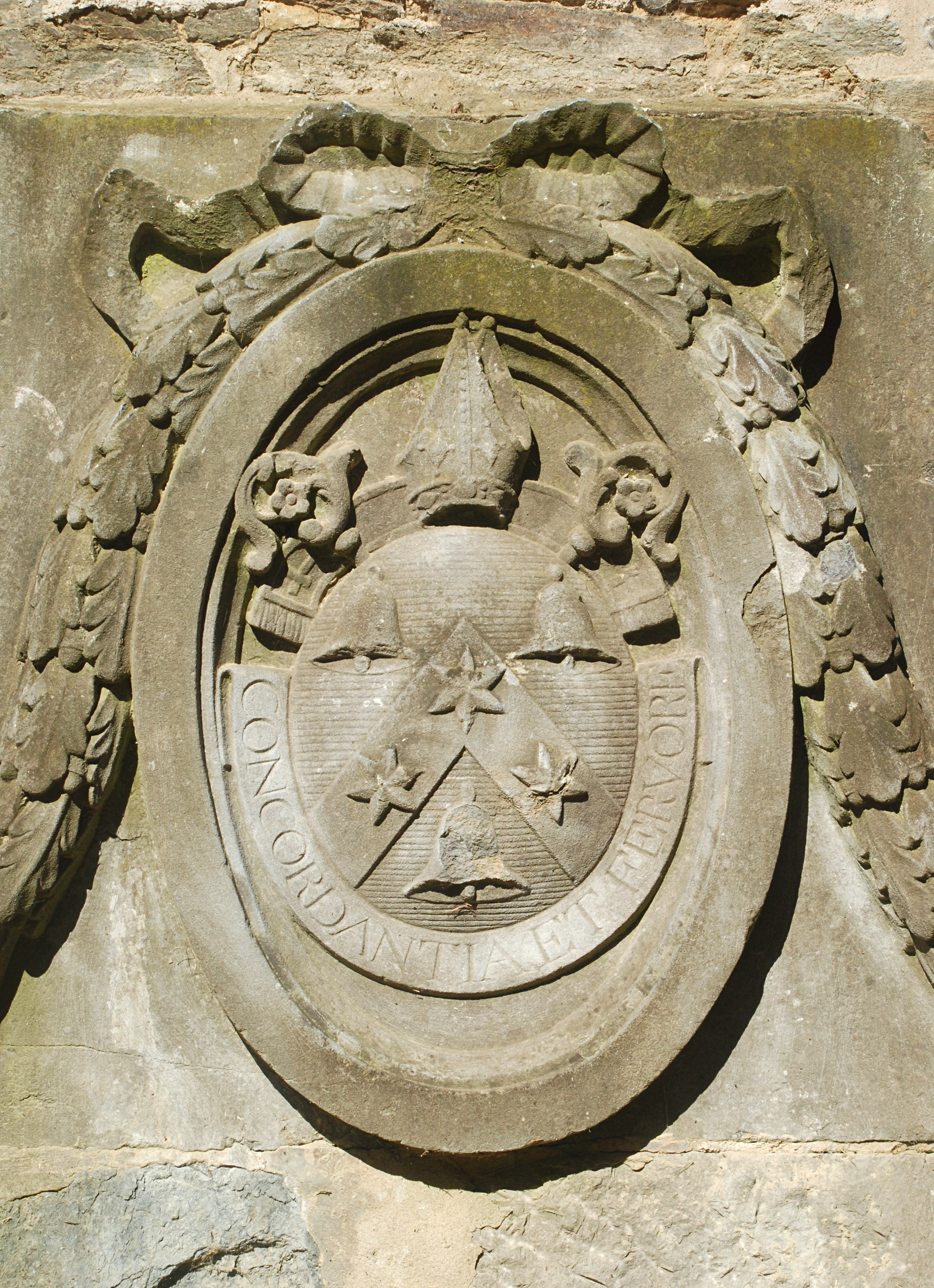
Blason.
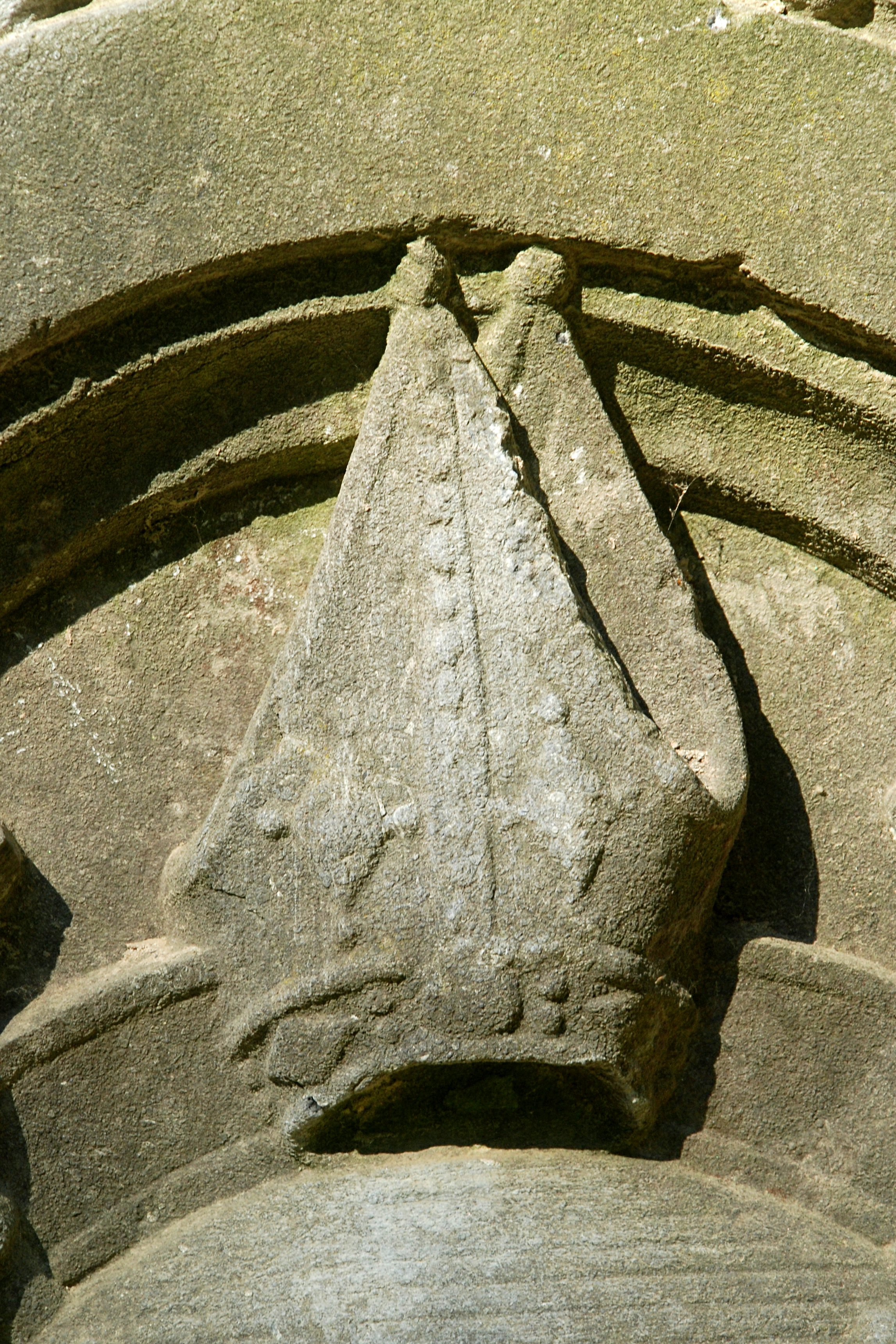
Mitre.

### Le portail principal

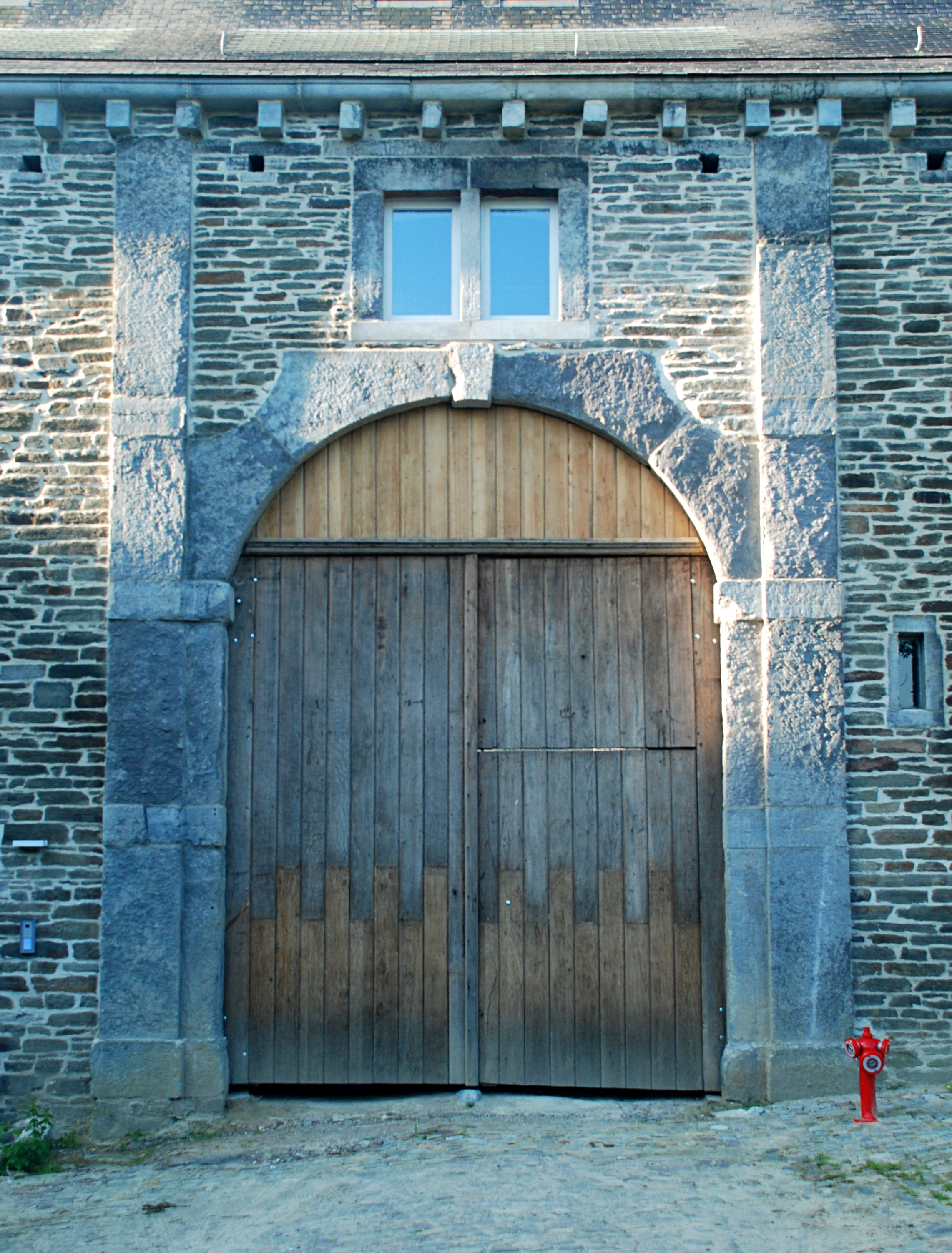
Le portail principal.

À mi-distance entre le logis et la grange, la façade nord est percée en son centre par un grand portail daté du milieu du XVIIIe siècle dont l'arc cintré s'inscrit sous un linteau « écorné » surmonté d'une baie à meneau.
Les piédroits harpés de ce portail sont redoublés par des pilastres de pierre bleue qui montent jusqu'aux modillons qui soutiennent la corniche.

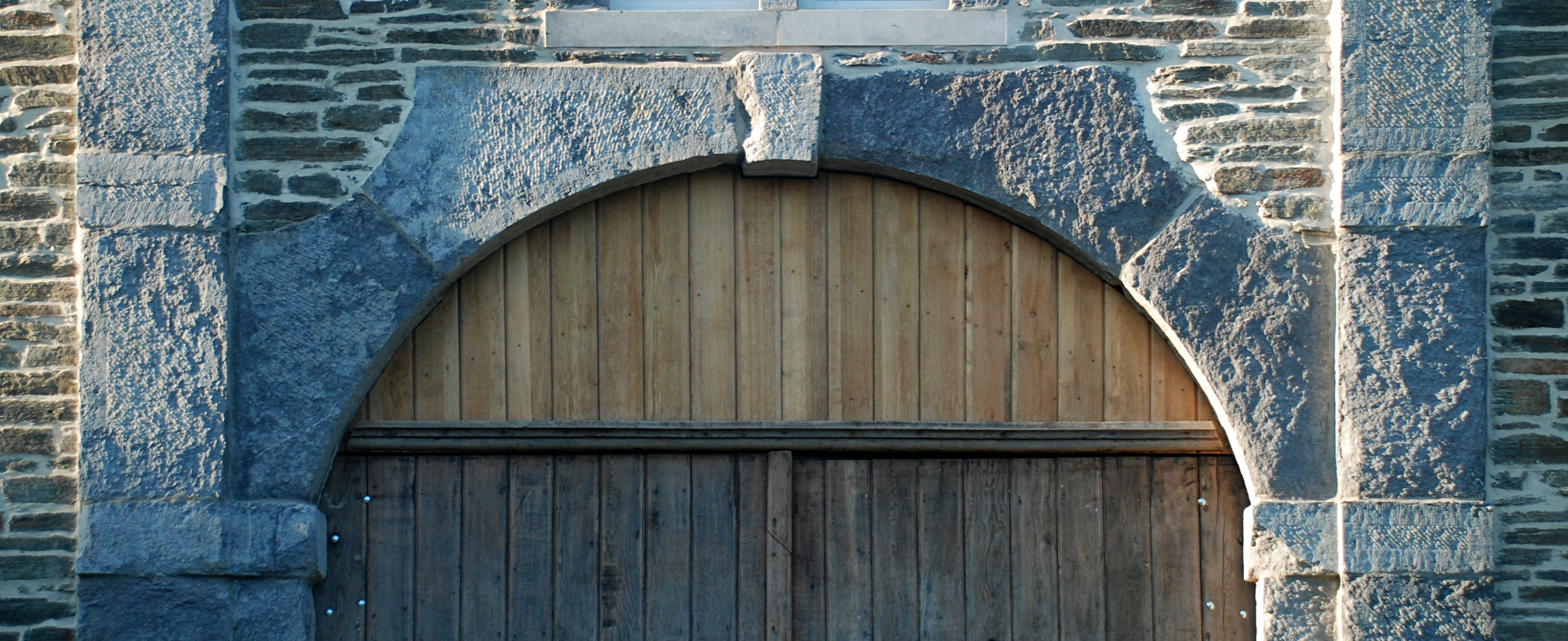
L'arc du portail principal et son linteau « écorné ».

### La grange

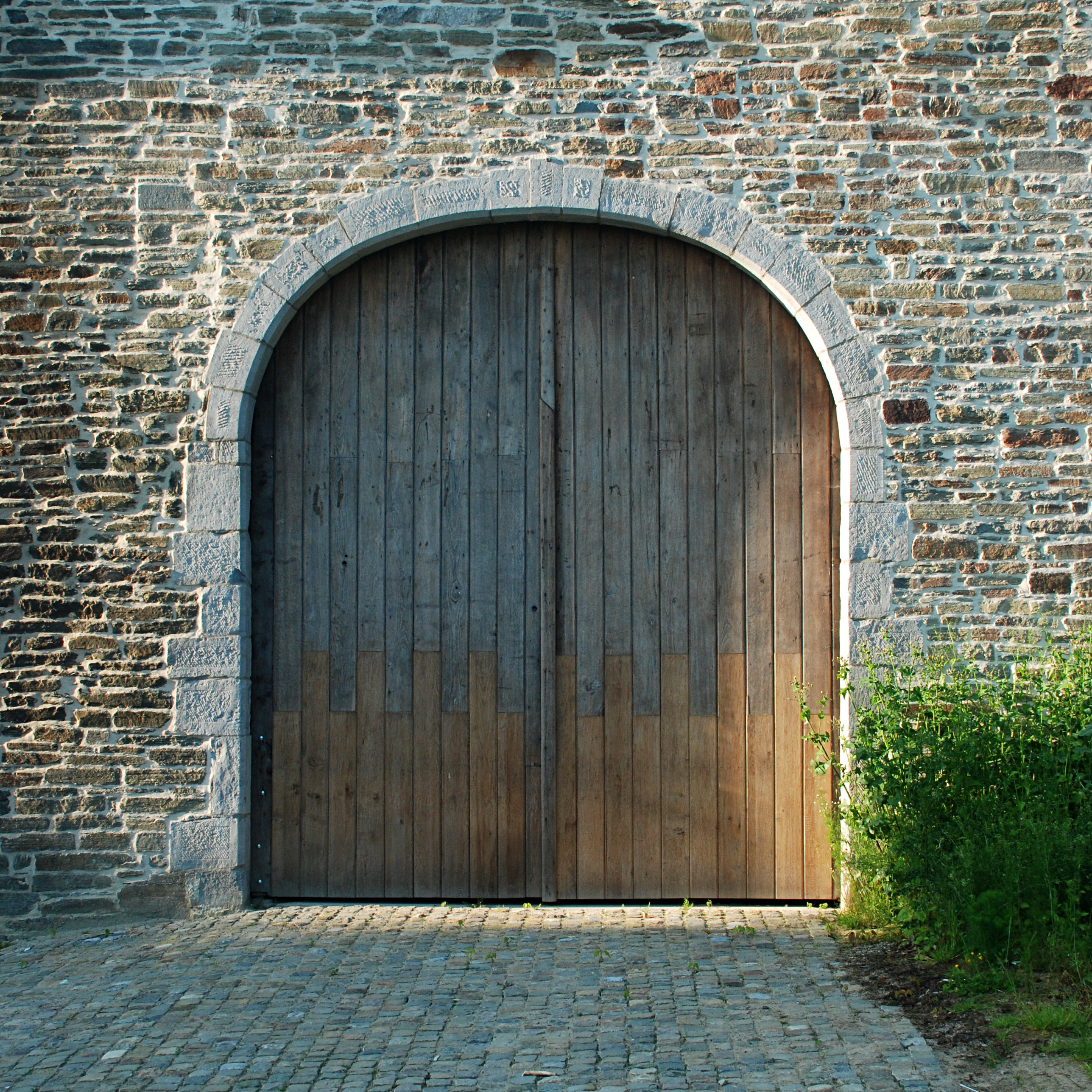
Le portail de la grange.

La grange occupe l'angle nord-ouest du bâtiment, à l'opposé du corps de logis et à droite du portail principal.
Cette grange, couverte d'une bâtière à croupettes, est du type « grange en long », c'est-à-dire une grange dont l'allée charretière est disposée dans le sens de la longueur.
La grange est percée au nord d'un portail en pierre bleue dont les piédroits harpés portent un arc en forme d'anse de panier. Un portail similaire s'ouvre sur la cour mais son arc est réalisé en briques, avec une petite clé d'arc en pierre.
La façade latérale de la grange est, comme la façade du logis, percée de  trous de boulin et surmontée d'une corniche en pierre supportée par des modillons carrés. 

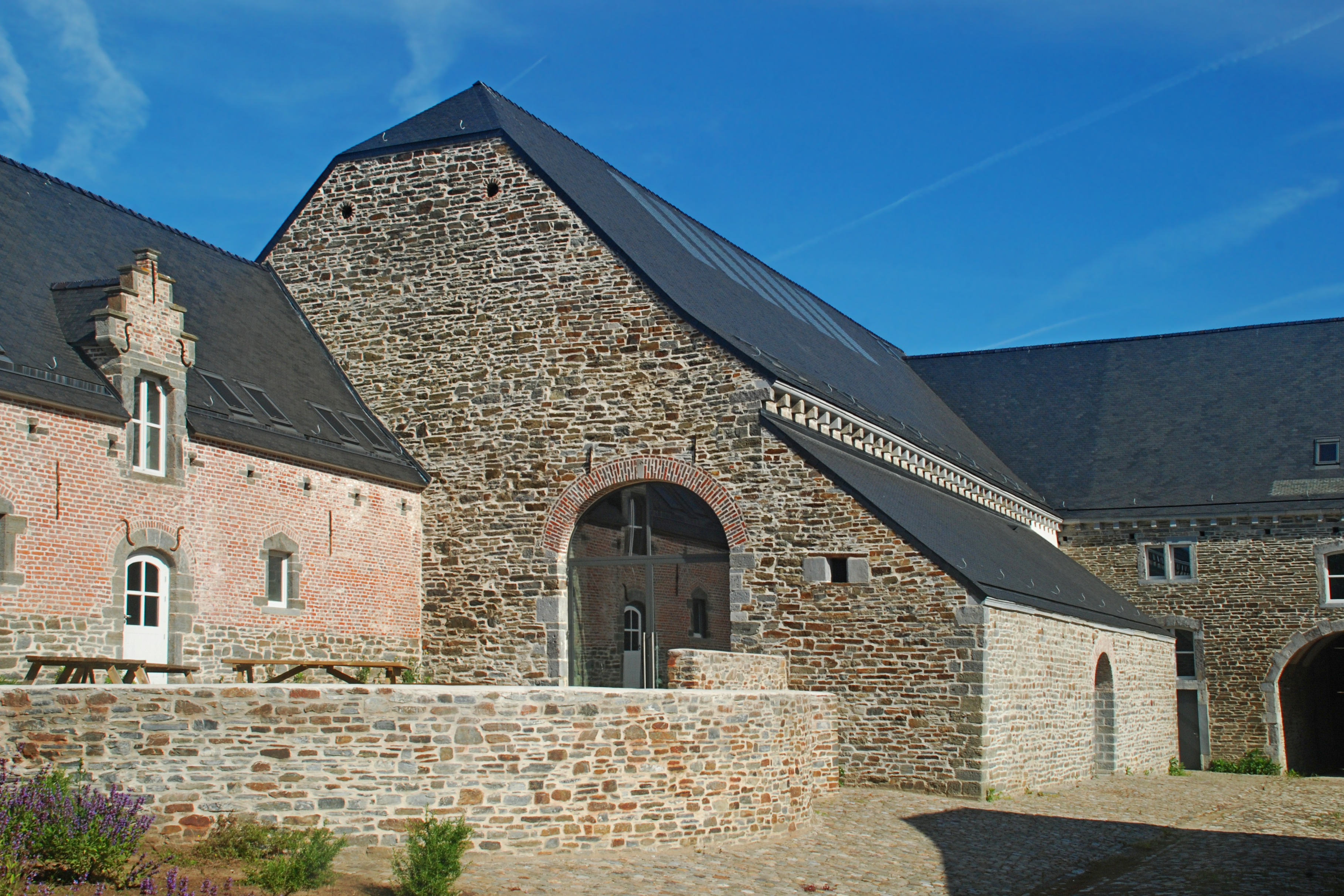
La grange vue de la cour.
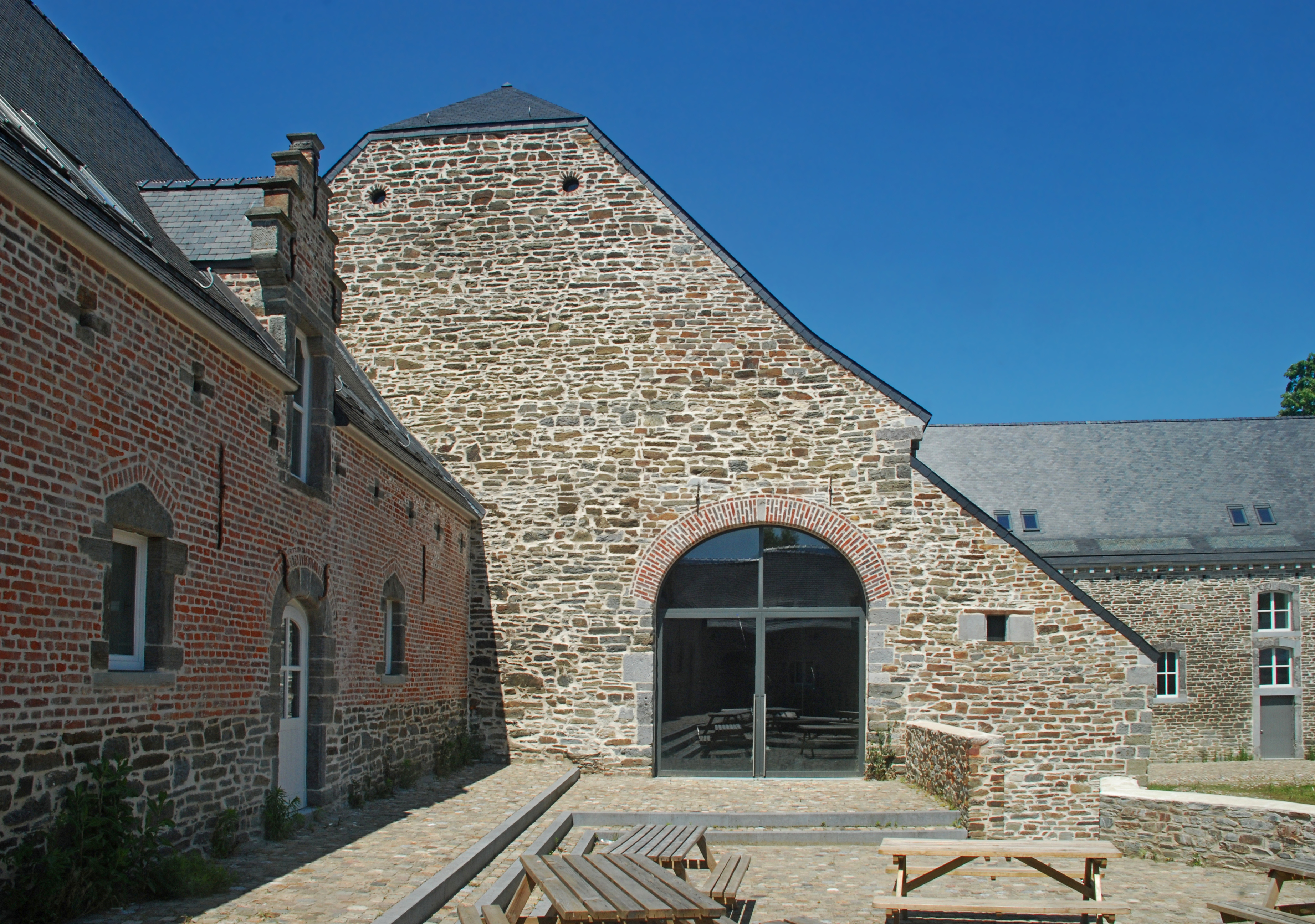
Le pignon sud de la grange.

### Le pigeonnier
À l'est, à la limite du corps de logis et des étables, se dresse le pigeonnier.
Le pigeonnier prend la forme d'une haute tour carrée en briques rouges coiffée d'une toiture pyramidale couverte d'ardoises. Au dernier niveau, il est percé de deux rangées d'oculi séparées par un bandeau de pierre blanche reliant entre eux les trous de boulin.

Le pigeonnier
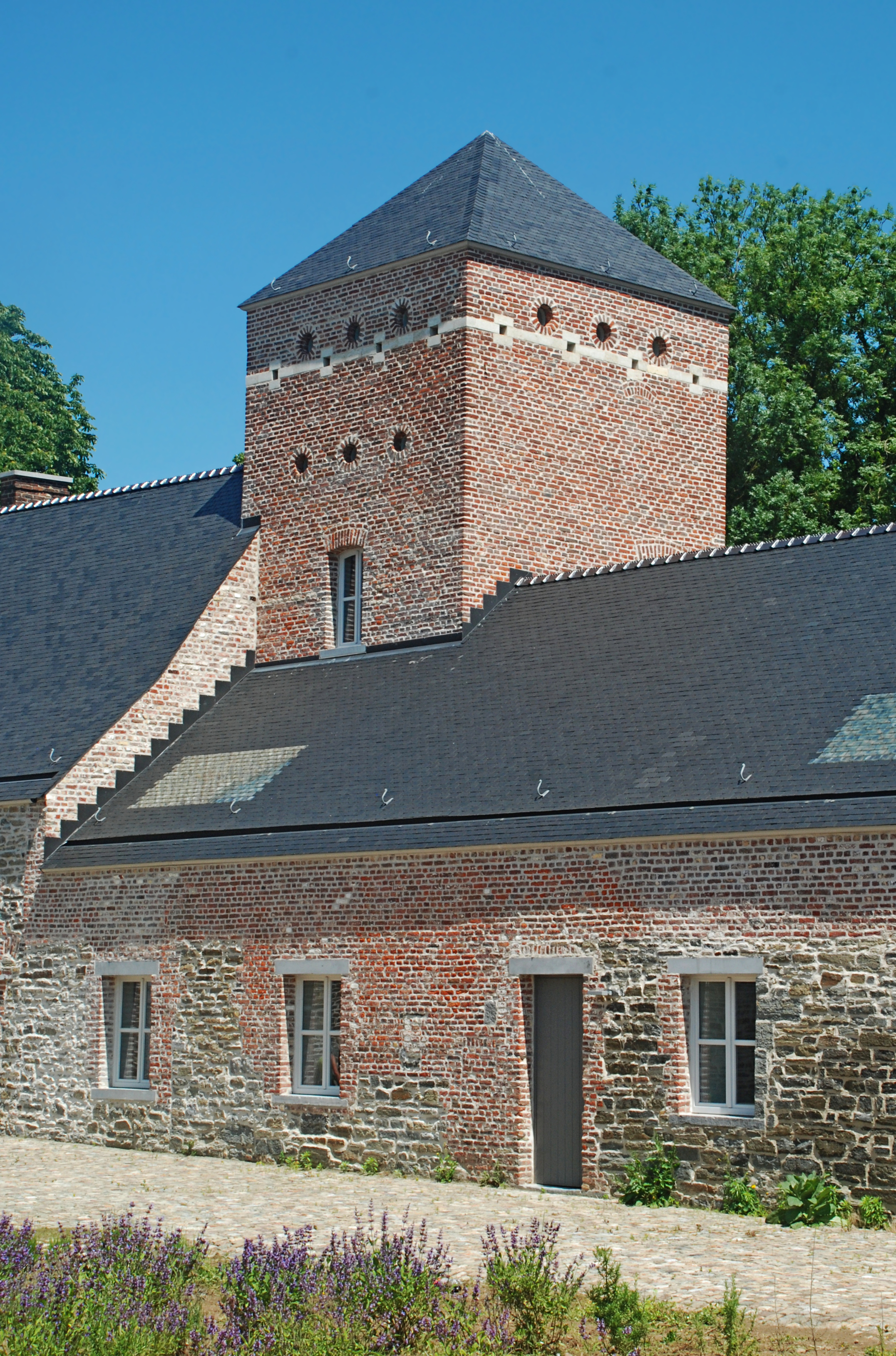
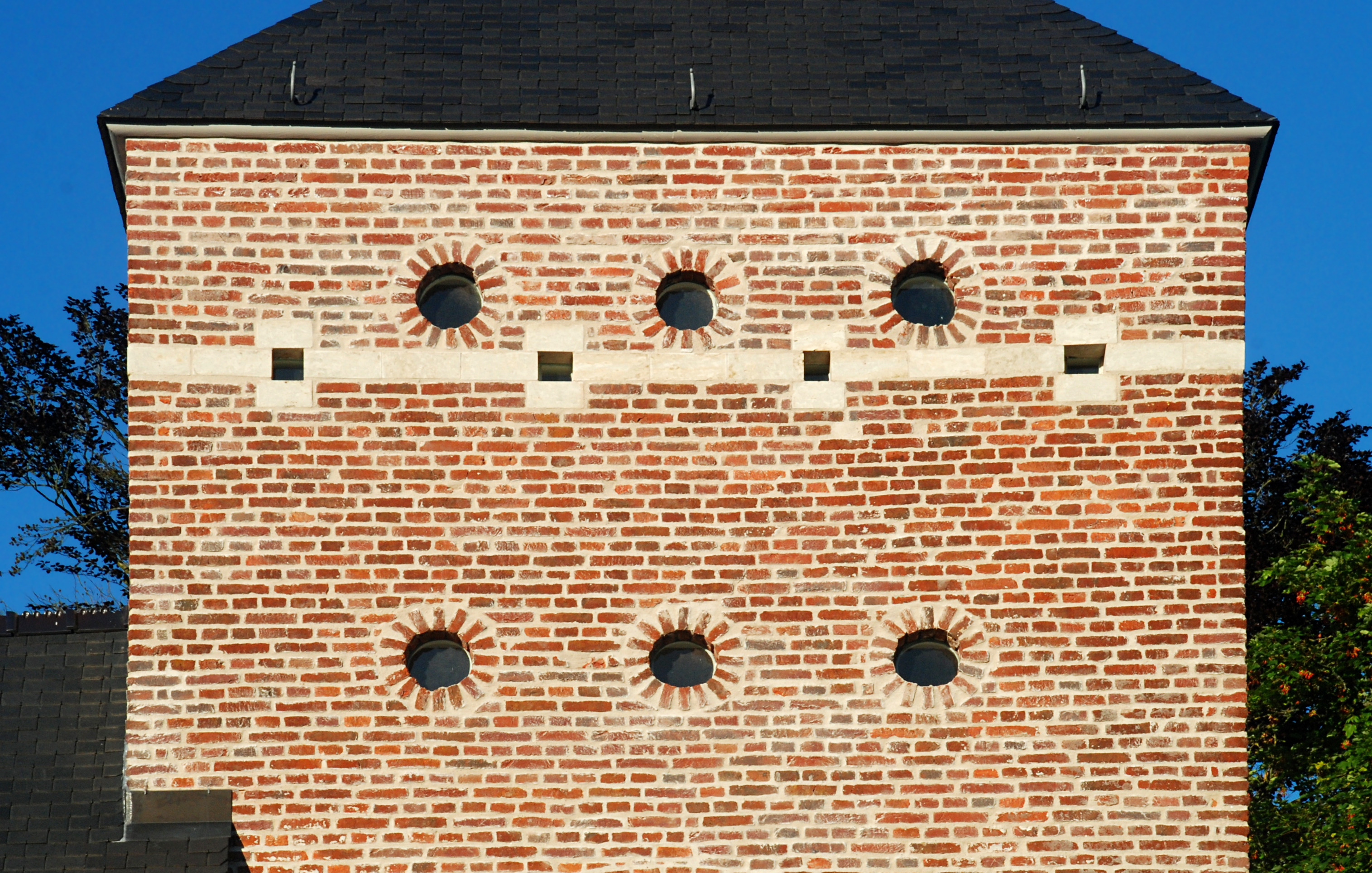
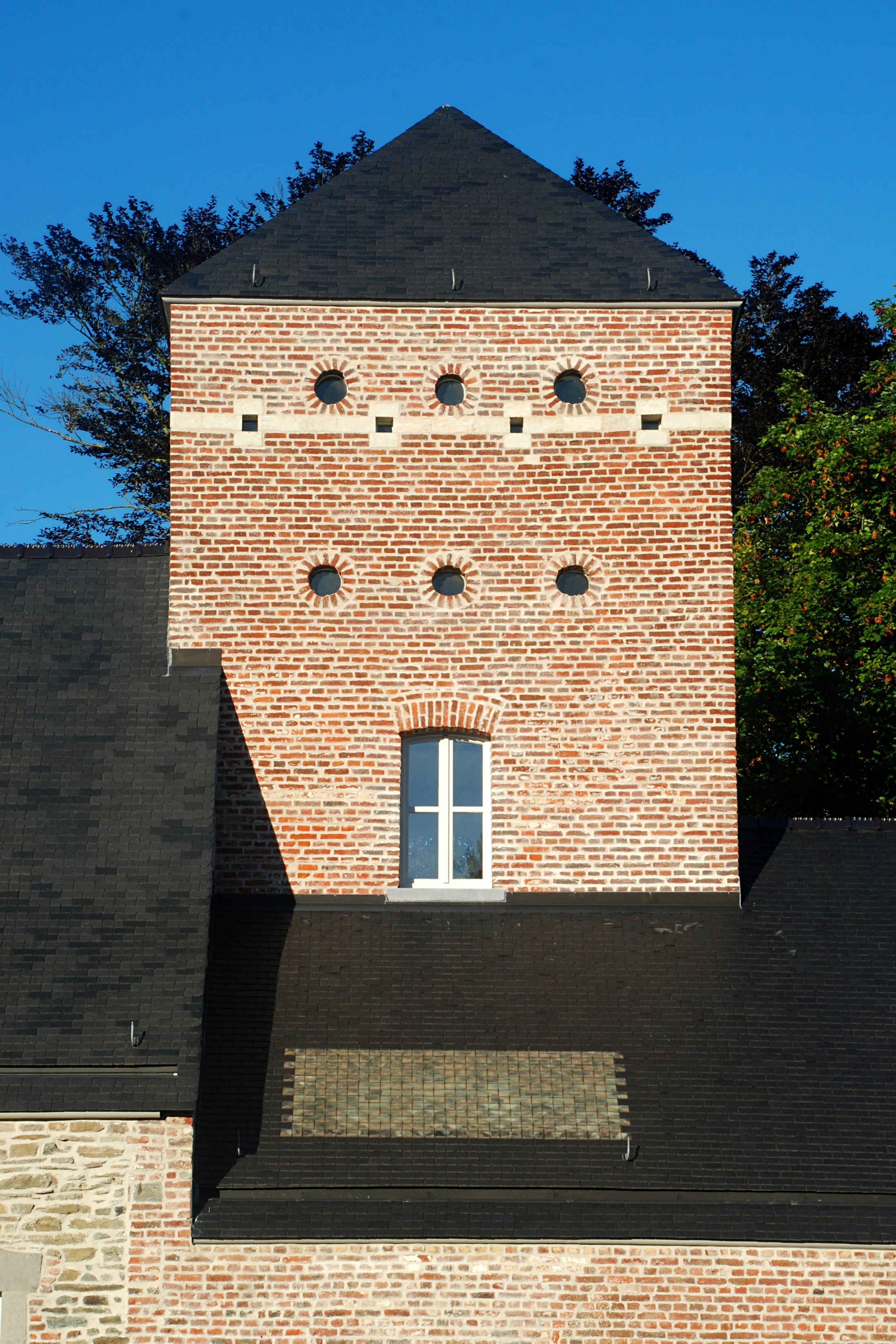

### Les étables
Les étables côté champs

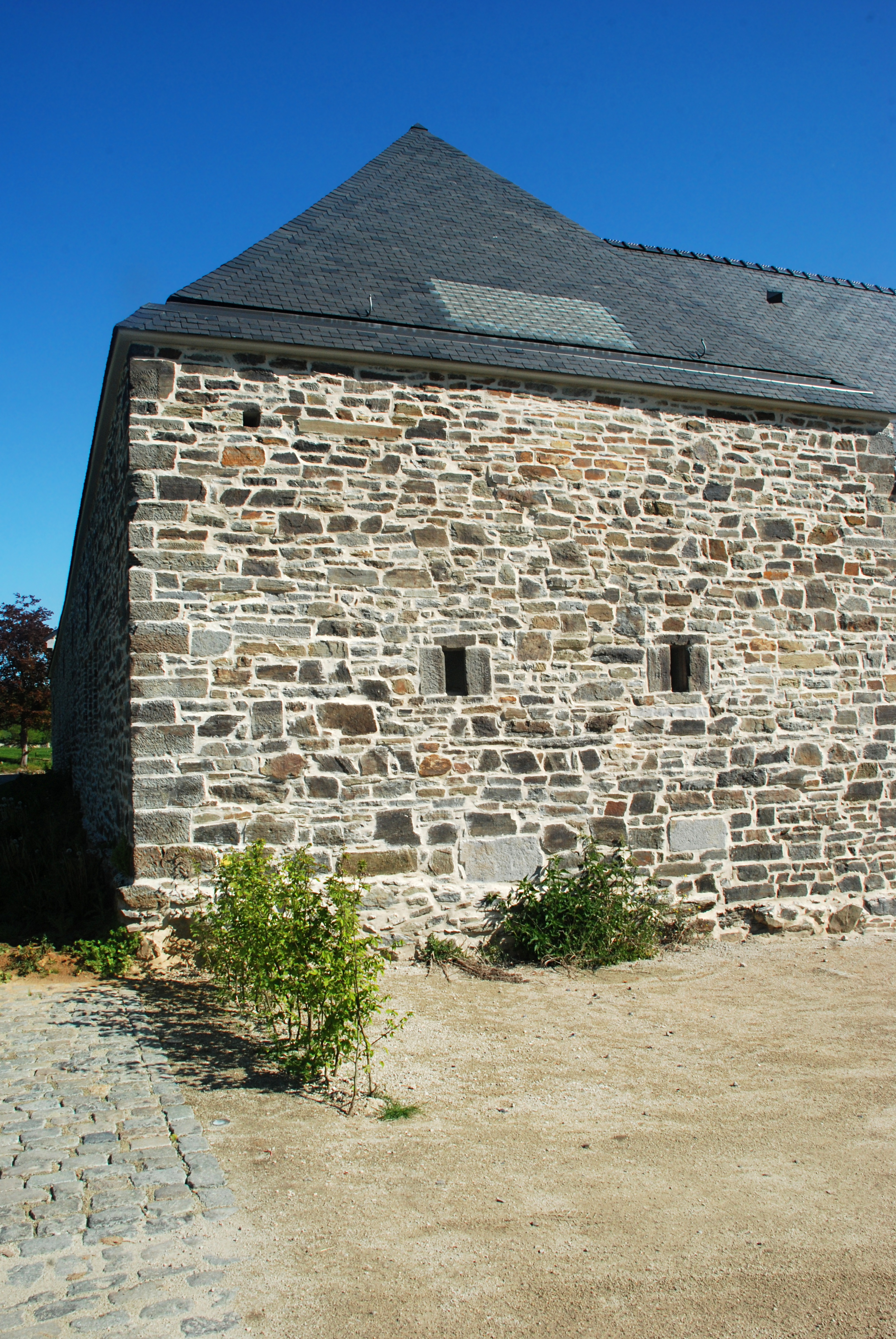
Angle sud-ouest.

La moitié sud de la ferme est occupée par les étables.
Côté champs, ces étables présentent de longues façades beaucoup plus simples que les façades du logis et de la grange (pas de corniche à modillons, pas de bandeau de pierre, pas de trous de boulin).
Ces façades sont percées d'une porte cochère dont l'arc en pierre possède un extrados en briques et d'un grand nombre de petites baies rectangulaires au linteau de grès.

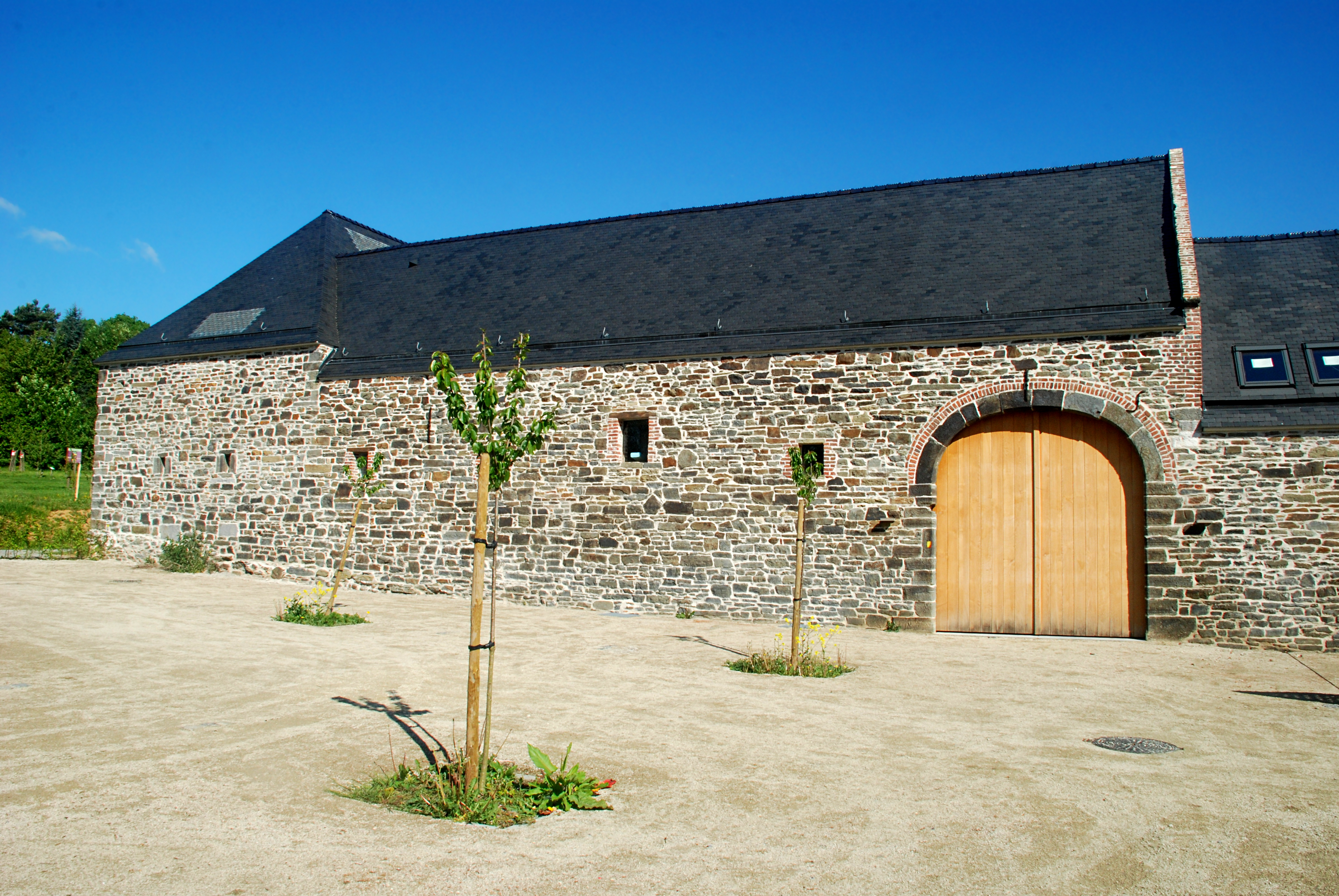
Aile sud-ouest.
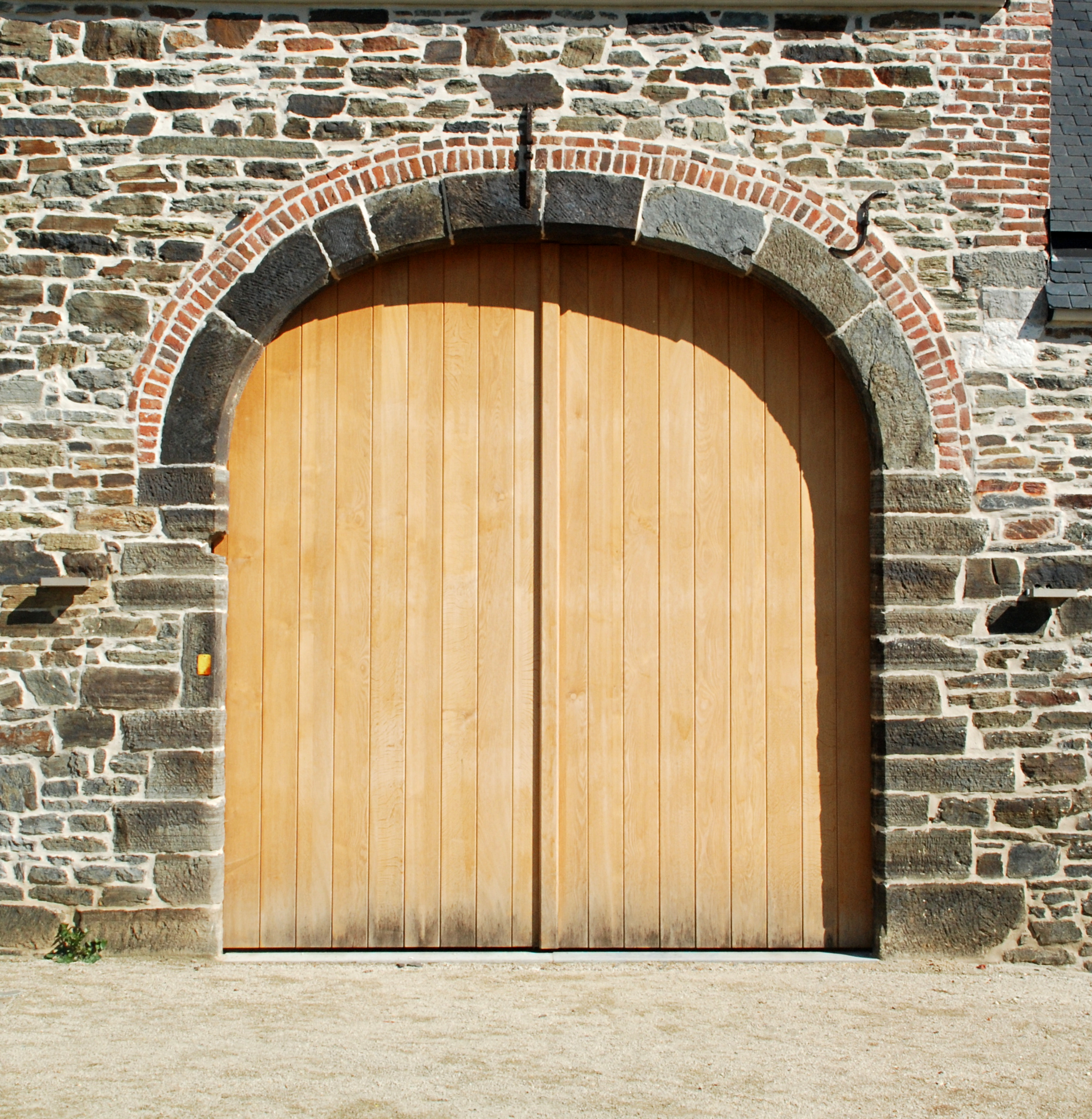
La porte cochère.

Les étables côté cour

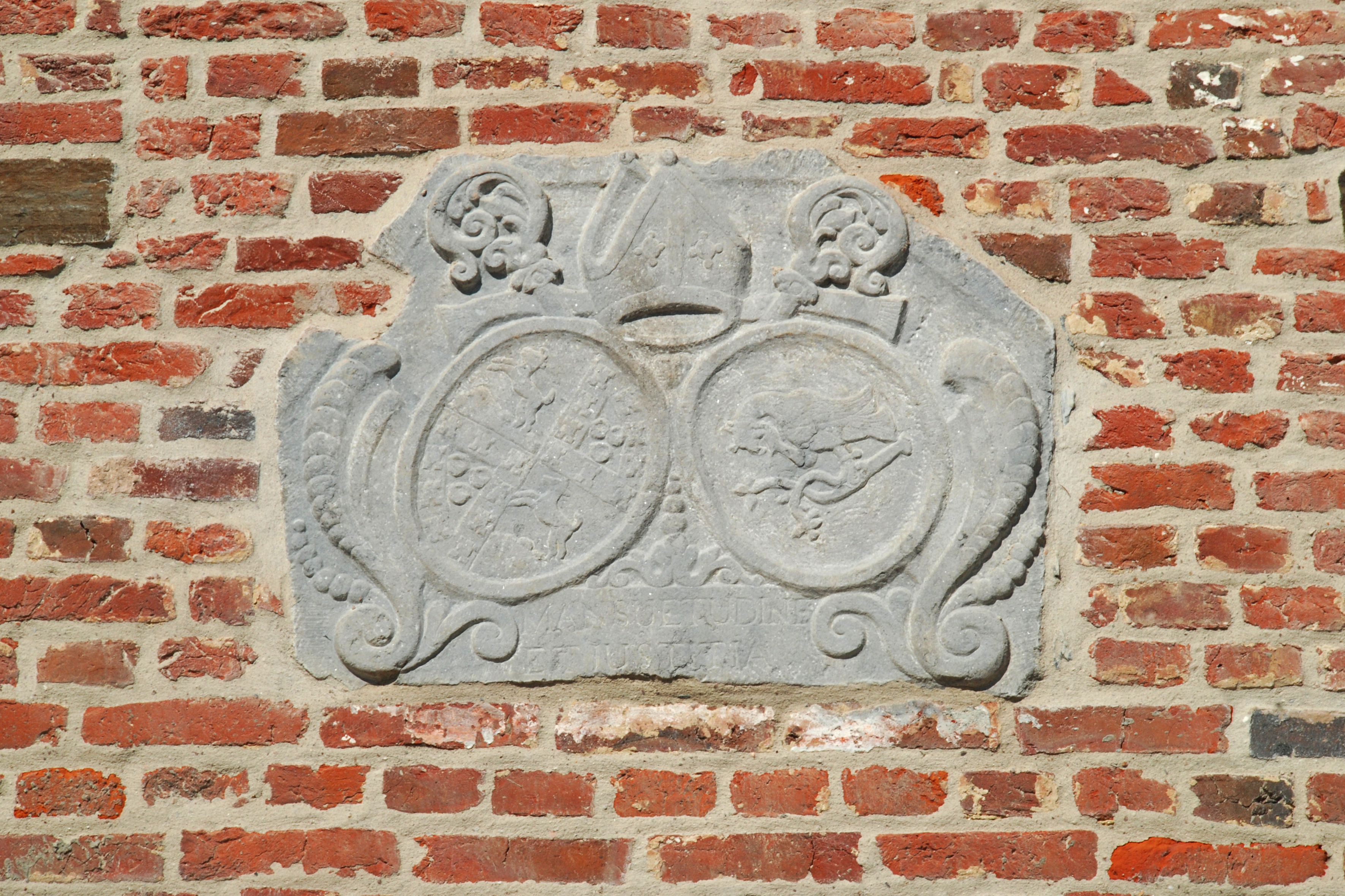
Bas-relief frappé de la
devise « Mansuetudine et Justitia ».

Côté cour, les étables présentent un aspect assez différent au sud-est et au sud-ouest.
Dans l'angle sud-est, elles présentent une architecture très simple, très rurale : les étables y sont percées de portes cintrées et de fenêtres à linteau en bâtière (ou en mitre).
L'angle sud-ouest, par contre, présente un aspect beaucoup plus soigné obtenu par la combinaison de nombreux éléments :
- la maçonnerie des murs y présente une heureuse bichromie due au contraste entre la maçonnerie de briques rouges et le soubassement en moellons de grès ;
- chaque porte est surmontée d'un arc surbaissé agrémenté d'ancres de façade et redoublé d'un arc de briques ;
- un bas-relief en pierre bleue inséré dans la brique affiche la devise du père-abbé Martin de Cupis-Camargo[8] « Mansuetudine et Justitia »[9] surmontée de deux blasons (le sien et celui de l'abbaye) sommés d'une mitre flanquée de crosses en X (ou en sautoir : symbole d'une double dignité).
- les façades sont surmontées de lucarnes monte-charge à gradins[3] combinant grès et briques ;
- les impostes de la porte cochère sont datées « Anno 1714 »[3].

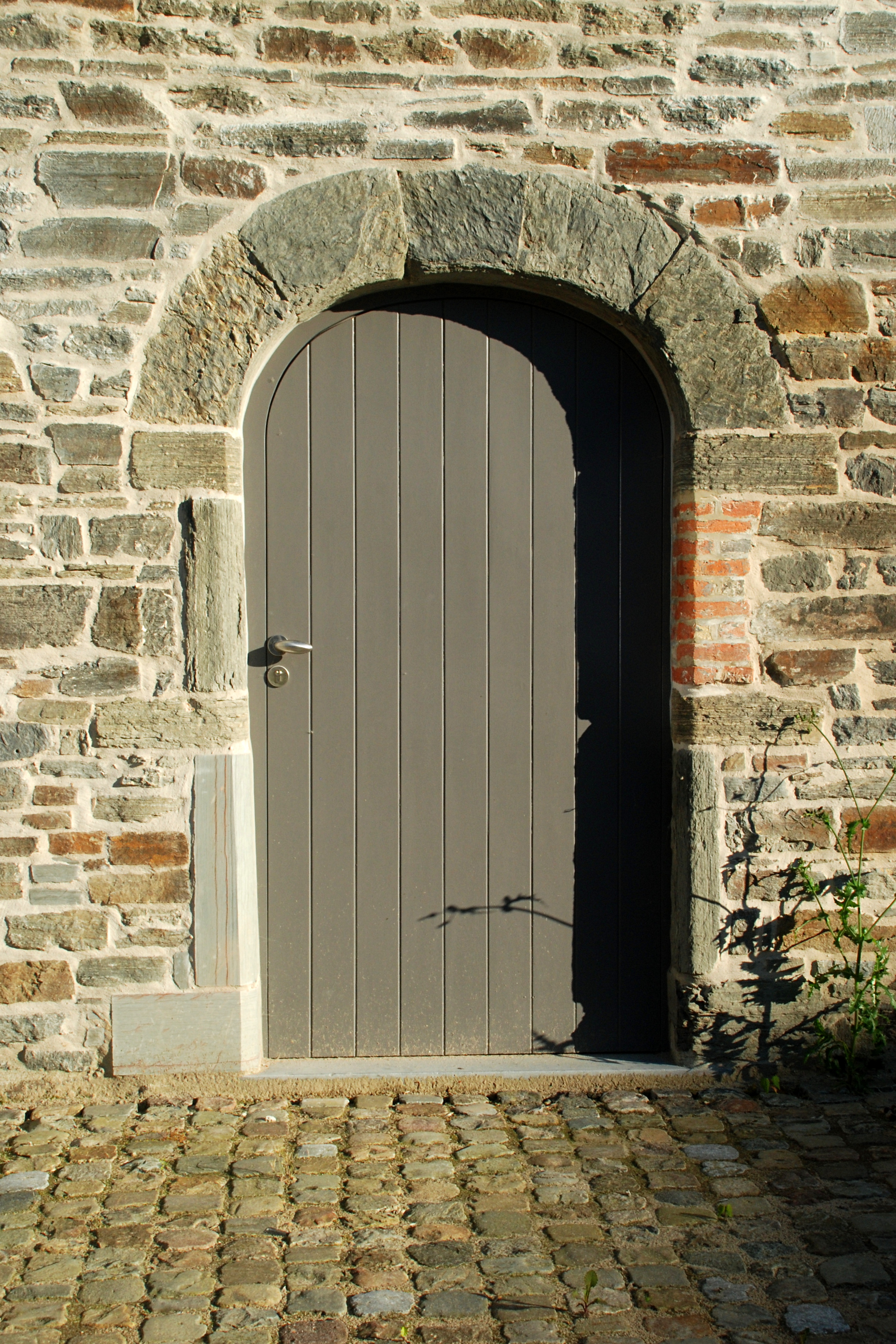
Porte cintrée.
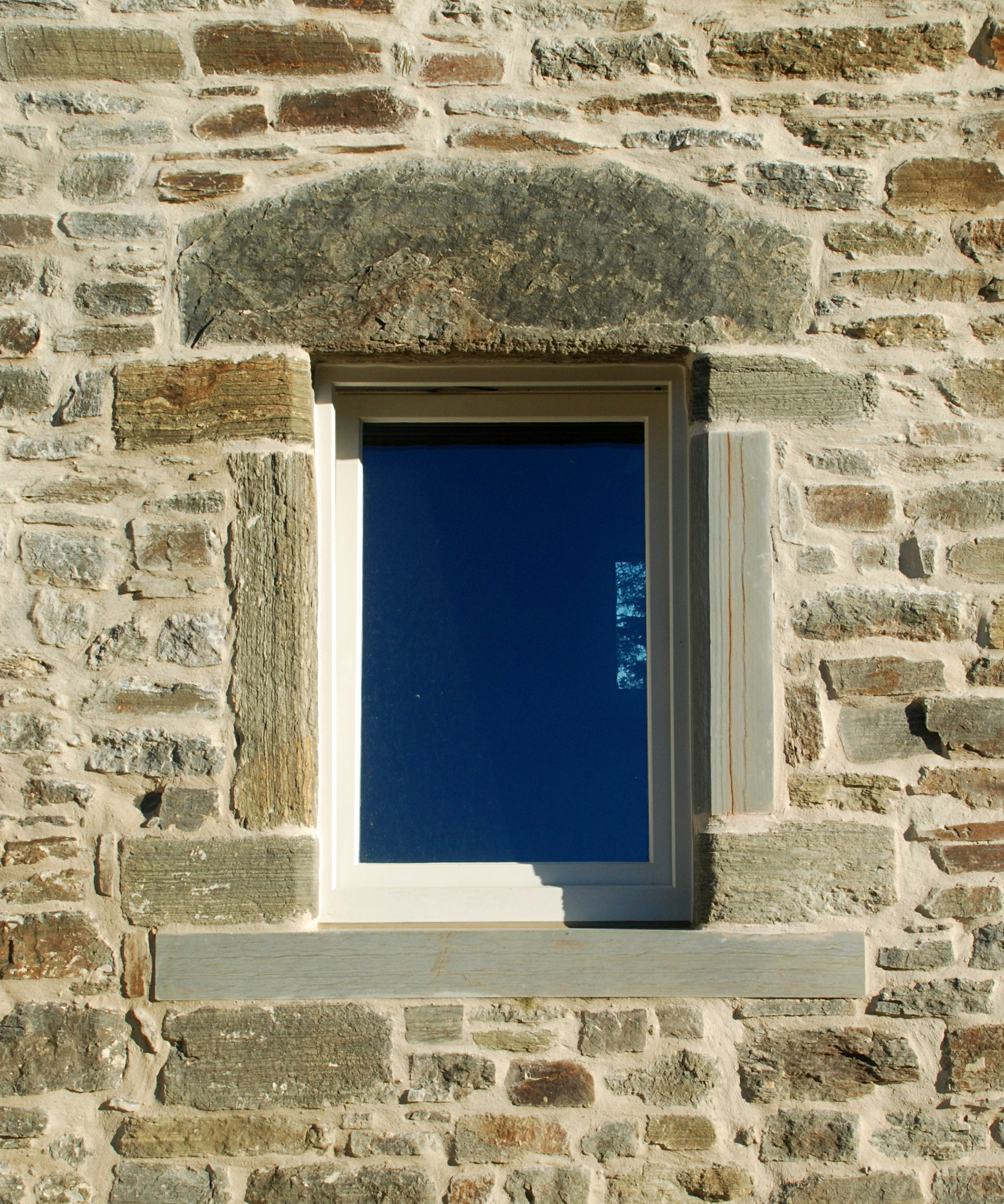
Linteau en batière.
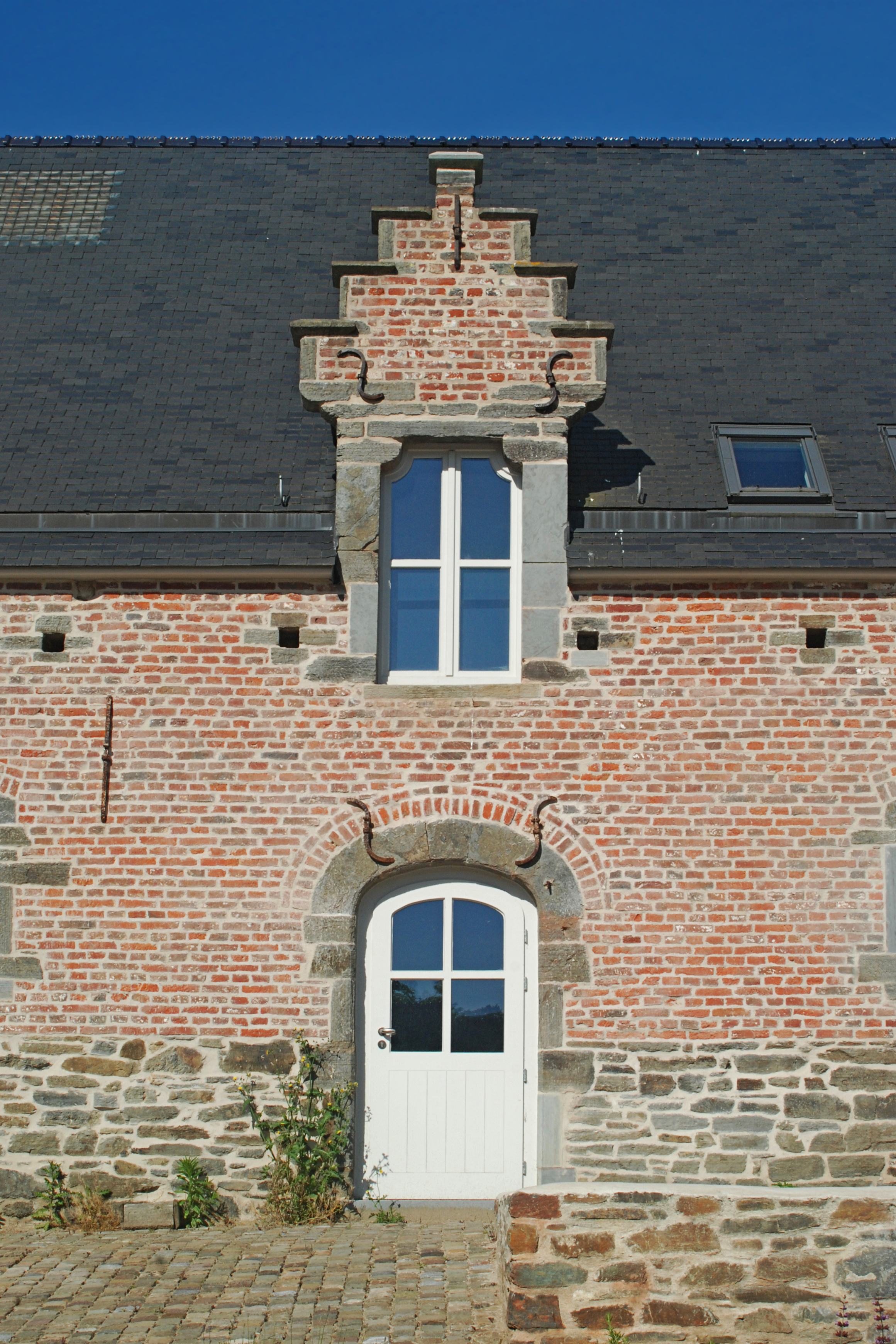
Porte et lucarne.
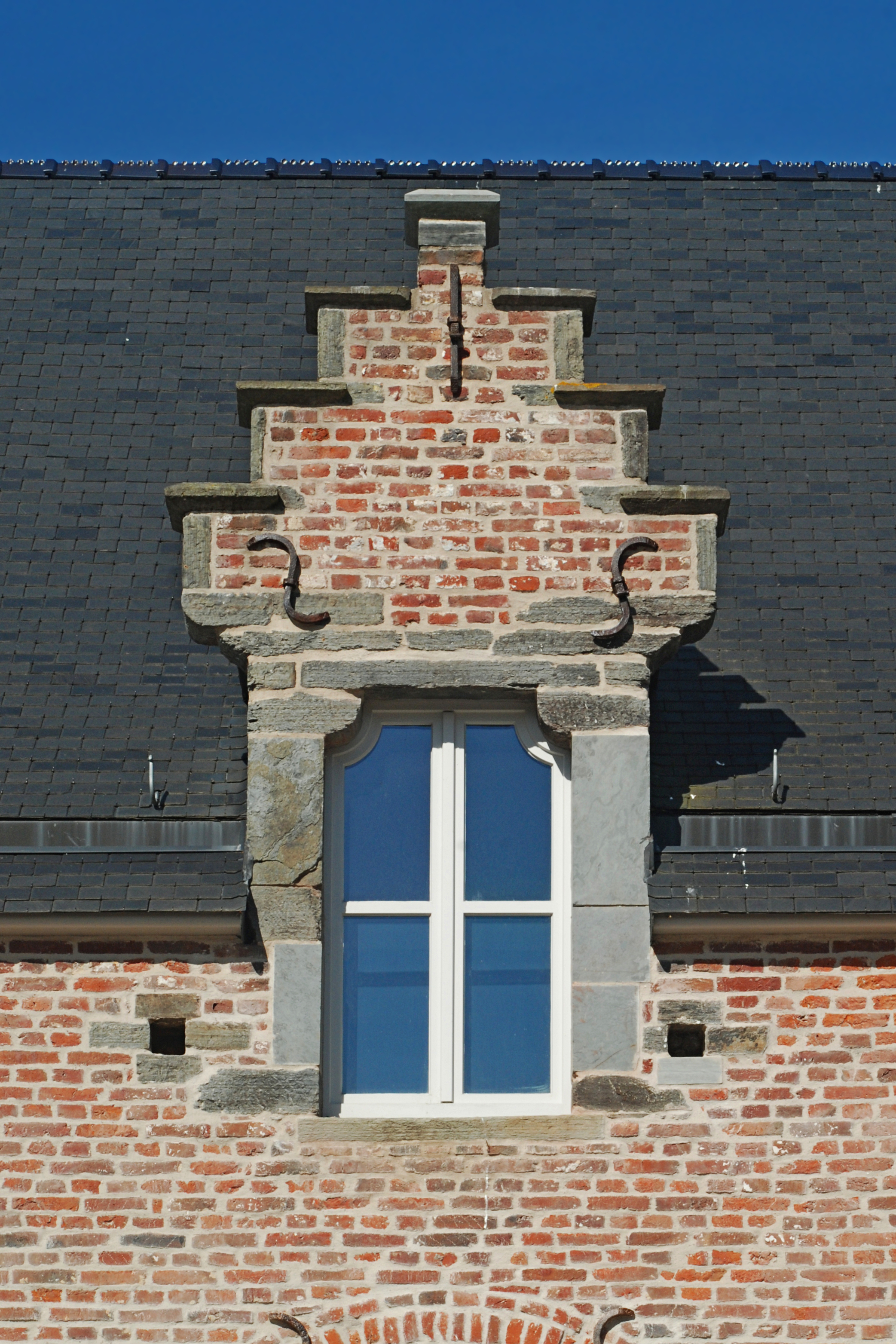
Lucarne à gradins.
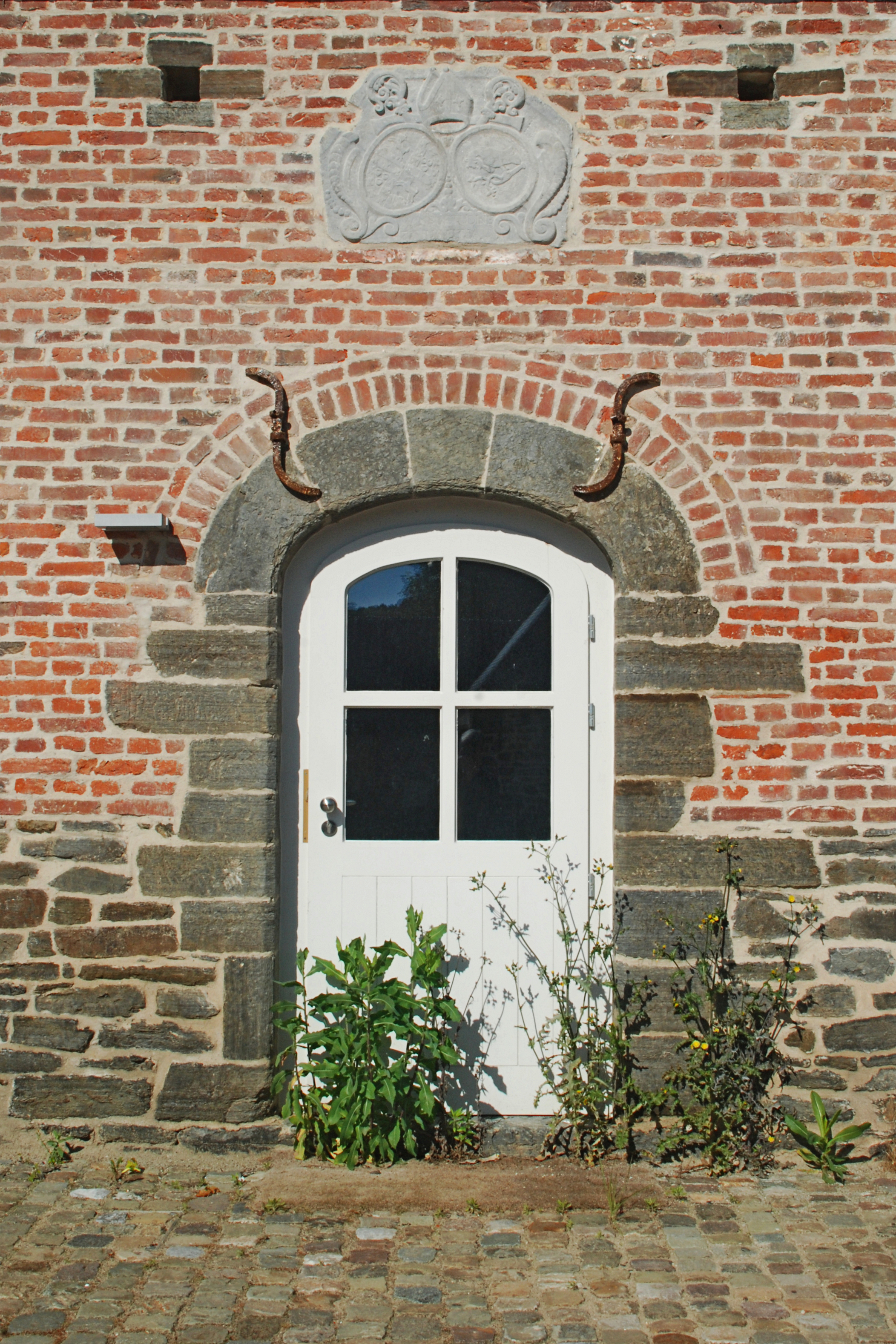
Porte et bas-relief.

### L'aire de battage

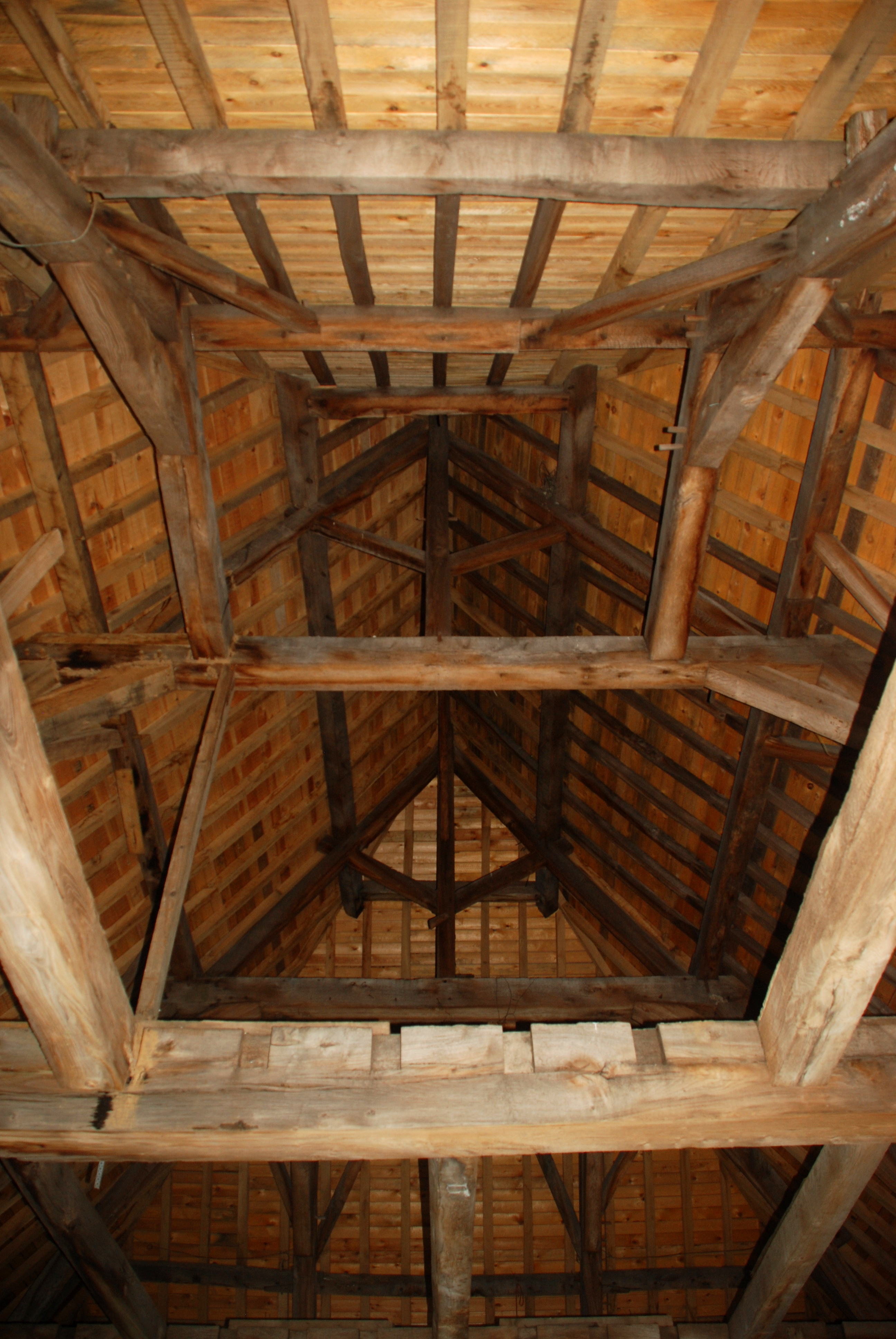
La charpente.

Au centre de la cour se dresse l'édicule qui protège l'ancienne aire de battage : il s'agit d'une construction rectangulaire délimitée latéralement par deux murs en moellons de grès soutenus par de petits contreforts.
L'édifice est protégé par une toiture en bâtière à croupes soutenue par une belle charpente et couverte d'ardoises.

L'ancienne aire de battage
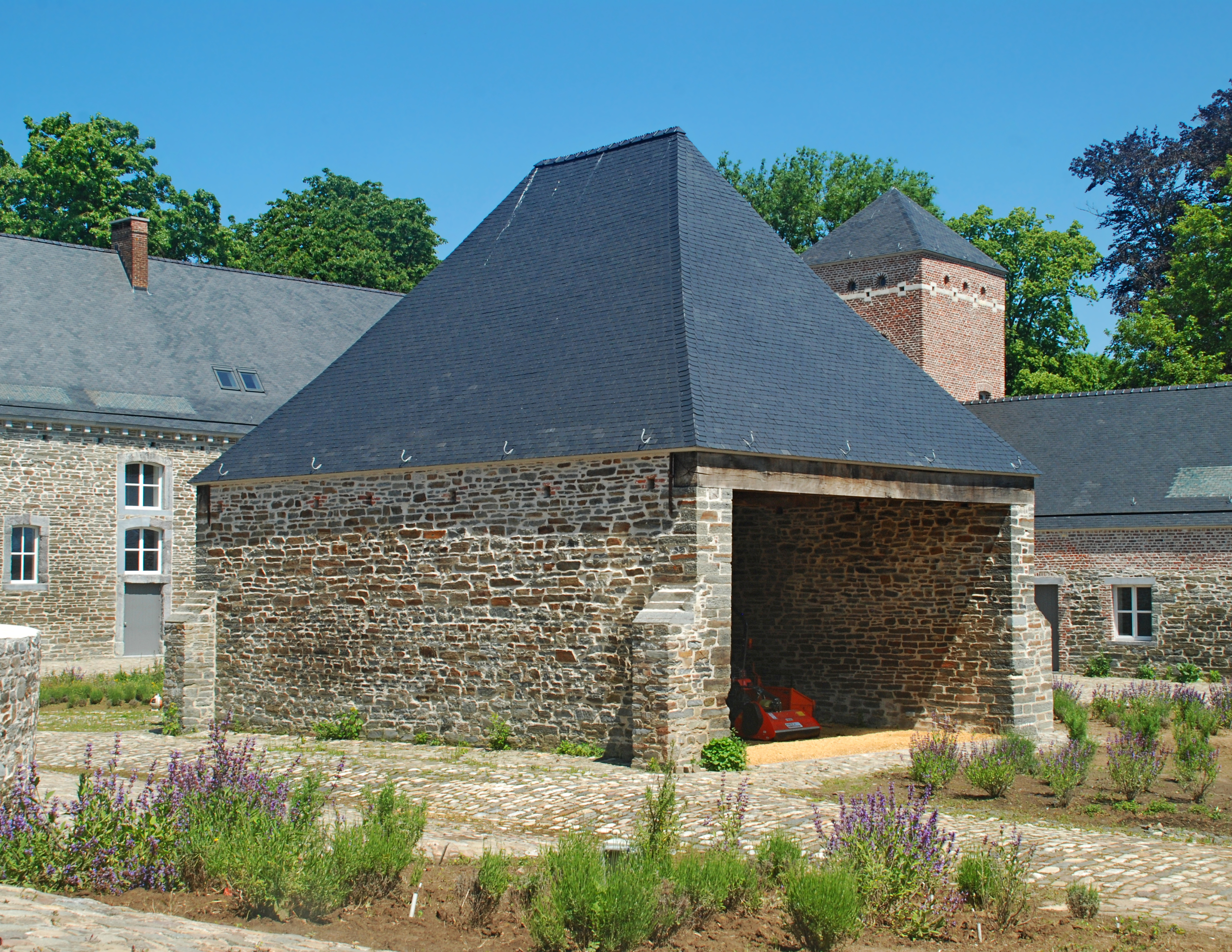
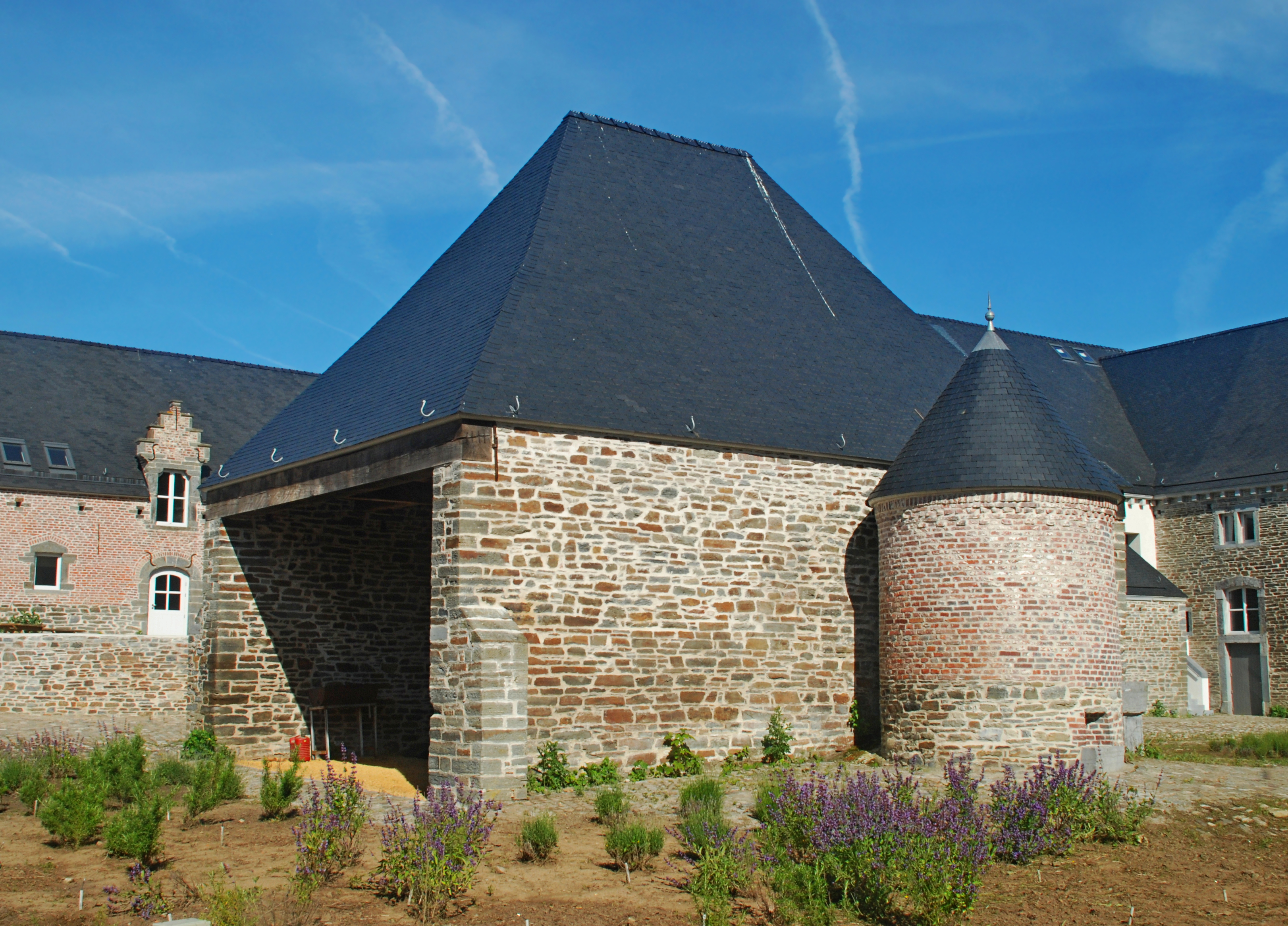
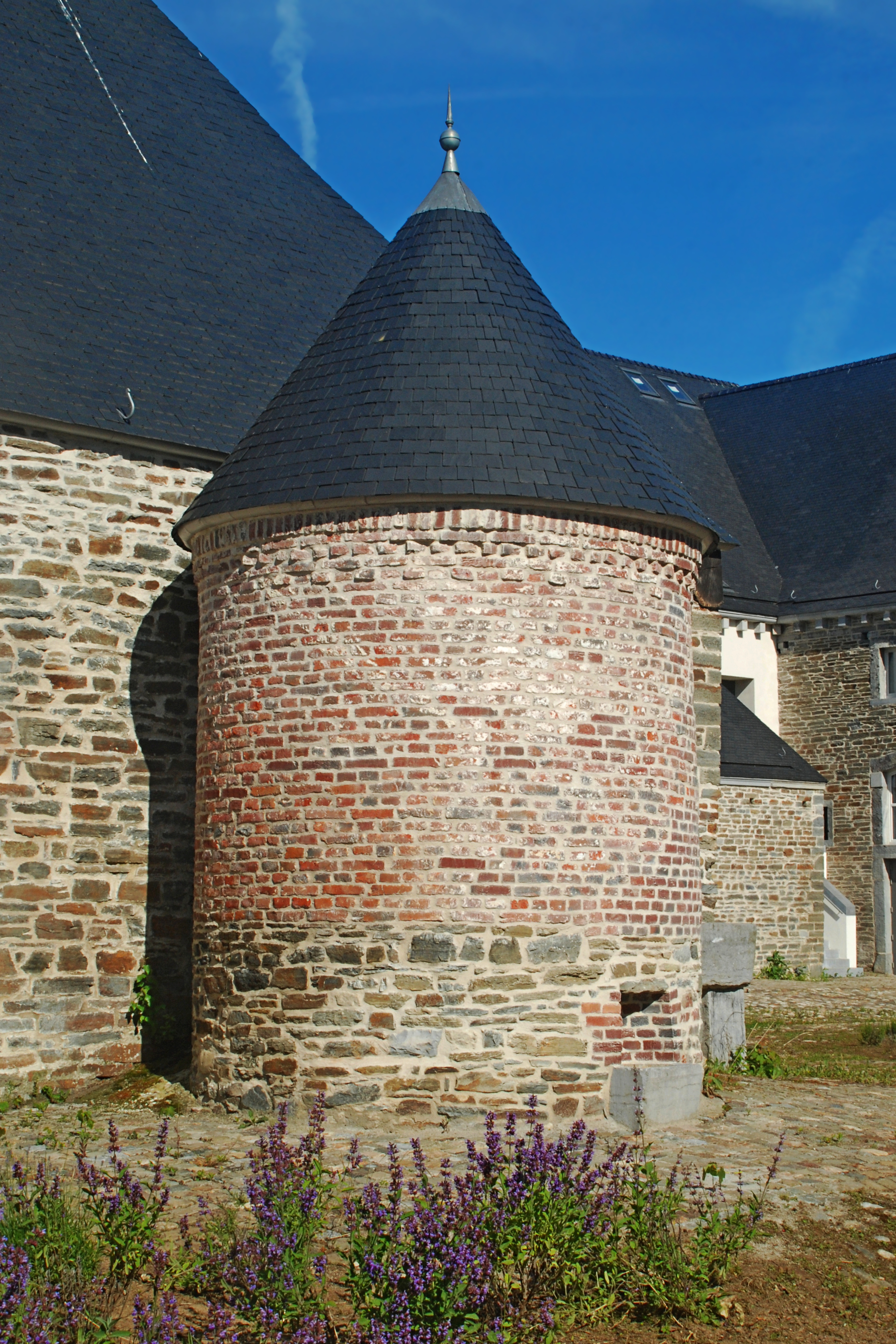

## Abords
On trouve aux abords immédiats de la ferme :
- des jardins publics appelés « Jardins partagés de Villers » ;
- le « Centre Régional d'Initiation à l'Environnement » (C.R.I.E.) de Villers-la-Ville, centre consacré à la sensibilisation et à la formation à l'environnement et à la nature.